# Standard Motor Company
La Standard Motor Company Limited fue un fabricante de vehículos motorizados británico. Fundada en Coventry en 1903 por Reginald Walter Maudslay, la compañía compró Triumph en 1945 y en 1959 cambió oficialmente su nombre a Standard-Triumph International y comenzó a utilizar la marca Triumph en todos sus productos.
Durante muchos años, fabricó tractores Ferguson impulsados por su motor Vanguard. Todos los activos de tractores de Standard se vendieron a Massey Ferguson en 1959.
En septiembre de 1959, la Standard Motor Company pasó a llamarse Standard-Triumph International Limited. Una nueva filial tomó el nombre de The Standard Motor Company Limited y se hizo cargo de la fabricación de los productos del grupo.
El nombre de la marca Standard para designar un vehículo se usó por última vez en Gran Bretaña en 1963 y en India en 1988.

## Historia

### 1903–1914
Maudslay, bisnieto del eminente ingeniero Henry Maudslay, se había formado como ingeniero civil trabajando a las órdenes de Sir John Wolfe-Barry. En 1902 se unió a su primo Cyril Charles Maudslay en la Maudslay Motor Company para fabricar motores de combustión interna marinos. Los motores marinos no se vendían muy bien, y en 1902 construyeron su primer motor destinado a un automóvil. Fue instalado en un chasis con transmisión por cadena. El motor de tres cilindros, diseñado por Alexander Craig era una unidad avanzada con un solo árbol de levas en cabeza y lubricación a presión.

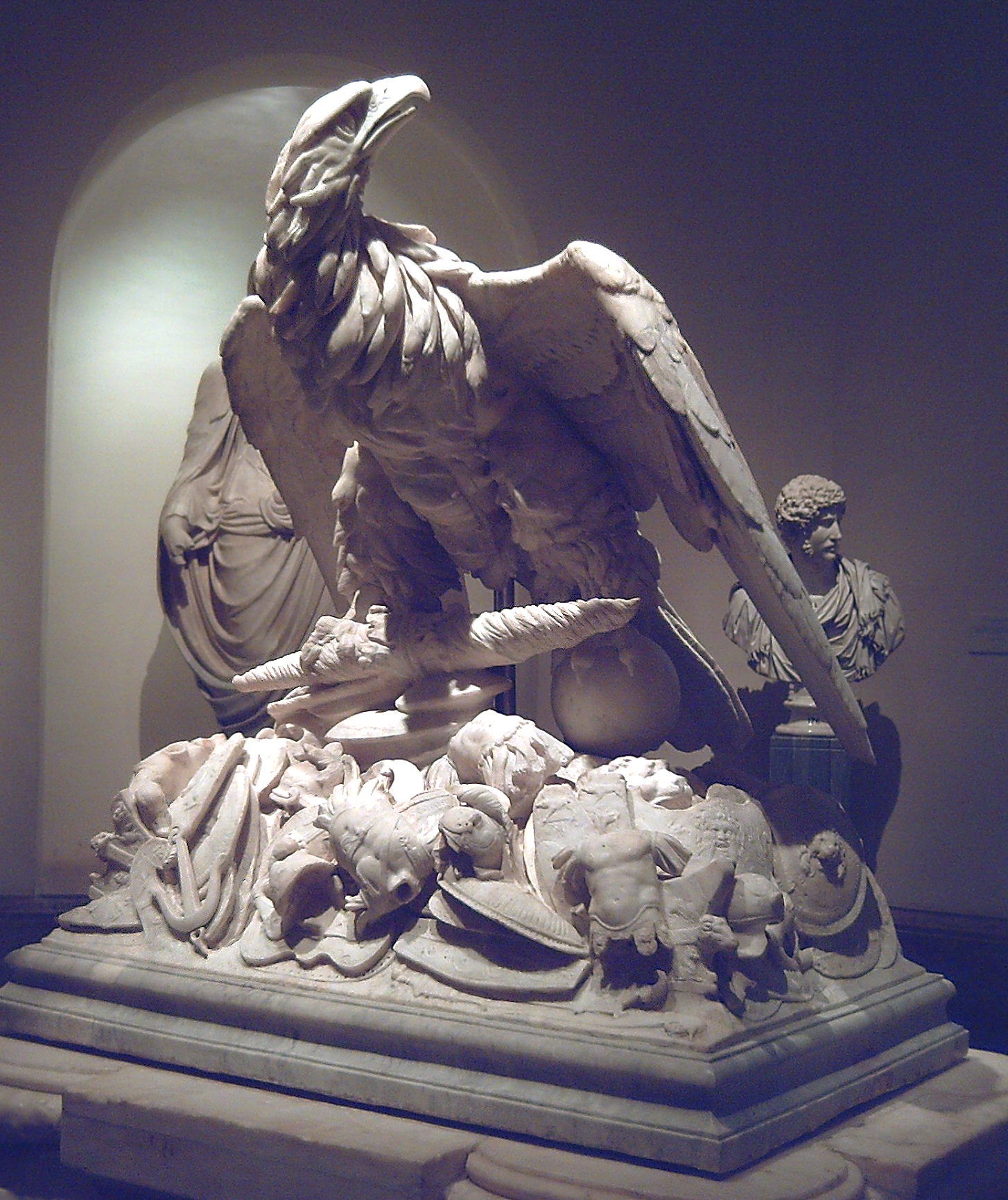
Escultura de un estandarte romano del. Maudslay guardaba uno en su casa

Al darse cuenta del enorme potencial del coche sin caballos y con una donación de 3000 libras que le entregó Sir John Wolfe-Barry, R. W. Maudslay dejó a su primo y se convirtió en fabricante de motores por su propia cuenta. Fundó la Standard Motor Company el 2 de marzo de 1903 y estableció su negocio en una pequeña fábrica en un edificio de dos pisos en Much Park Street, Coventry.
Después de haber examinado varios motores patentados para familiarizarse con el diseño del motor de combustión interna, empleó a siete personas para ensamblar el primer automóvil, impulsado por un motor de un solo cilindro con caja de cambios de tres velocidades y transmisión por eje a las ruedas traseras. A finales de 1903, se habían construido tres coches y la fuerza laboral había aumentado a veinticinco operarios, lo que le permitió producir un automóvil cada tres semanas durante 1904.
El modelo de un solo cilindro pronto fue reemplazado por un modelo de dos cilindros, seguido rápidamente por versiones de tres y cuatro cilindros y en 1905 los primeros motores de seis cilindros. Incluso sus primeros automóviles utilizaban una transmisión por eje en lugar de cadena, y los motores no eran simplemente "cuadrados", sino que tenían pistones de 6" de diámetro con una carrera de 3". Además de suministrar chasis completos, la compañía encontró un buen mercado de venta de motores para adaptarse a otros automóviles, especialmente cuando el comprador deseaba más potencia. 
Aunque Alex Craig, un ingeniero escocés, se comprometió a realizar gran parte del trabajo de detalle, el propio Maudslay tenía la confianza suficiente para llevar a cabo gran parte del diseño preliminar. Se dice que el significado moderno de la palabra "estándar" surgió de una discusión entre Maudslay y Craig, durante la que este último propuso varios cambios a un diseño por motivos de costo, que Maudslay rechazó, diciendo que estaba decidido a mantener el mejor "Standard" posible.

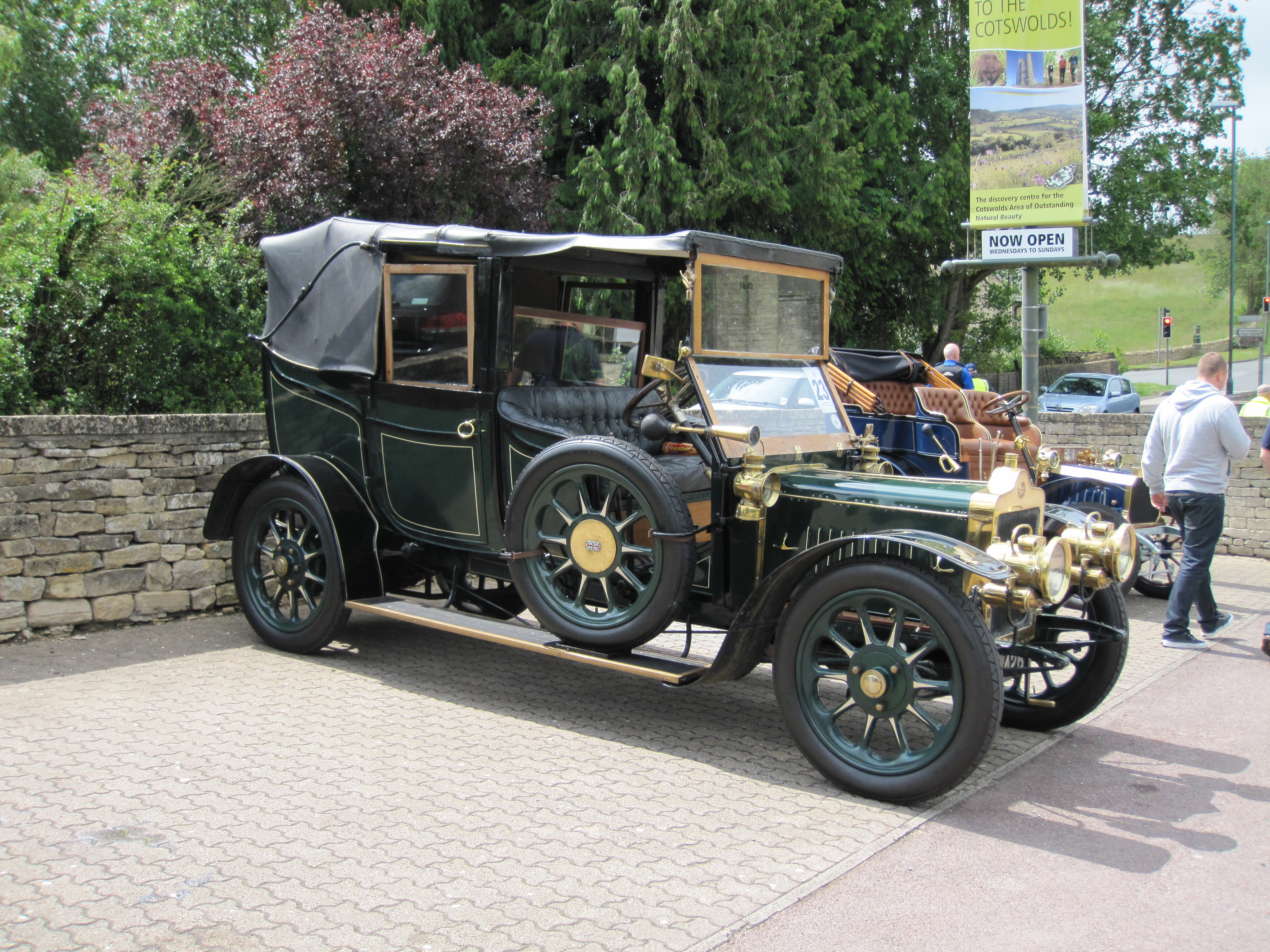
Thirty cabriolet de 1910, con separación entre los asientos delanteros y traseros

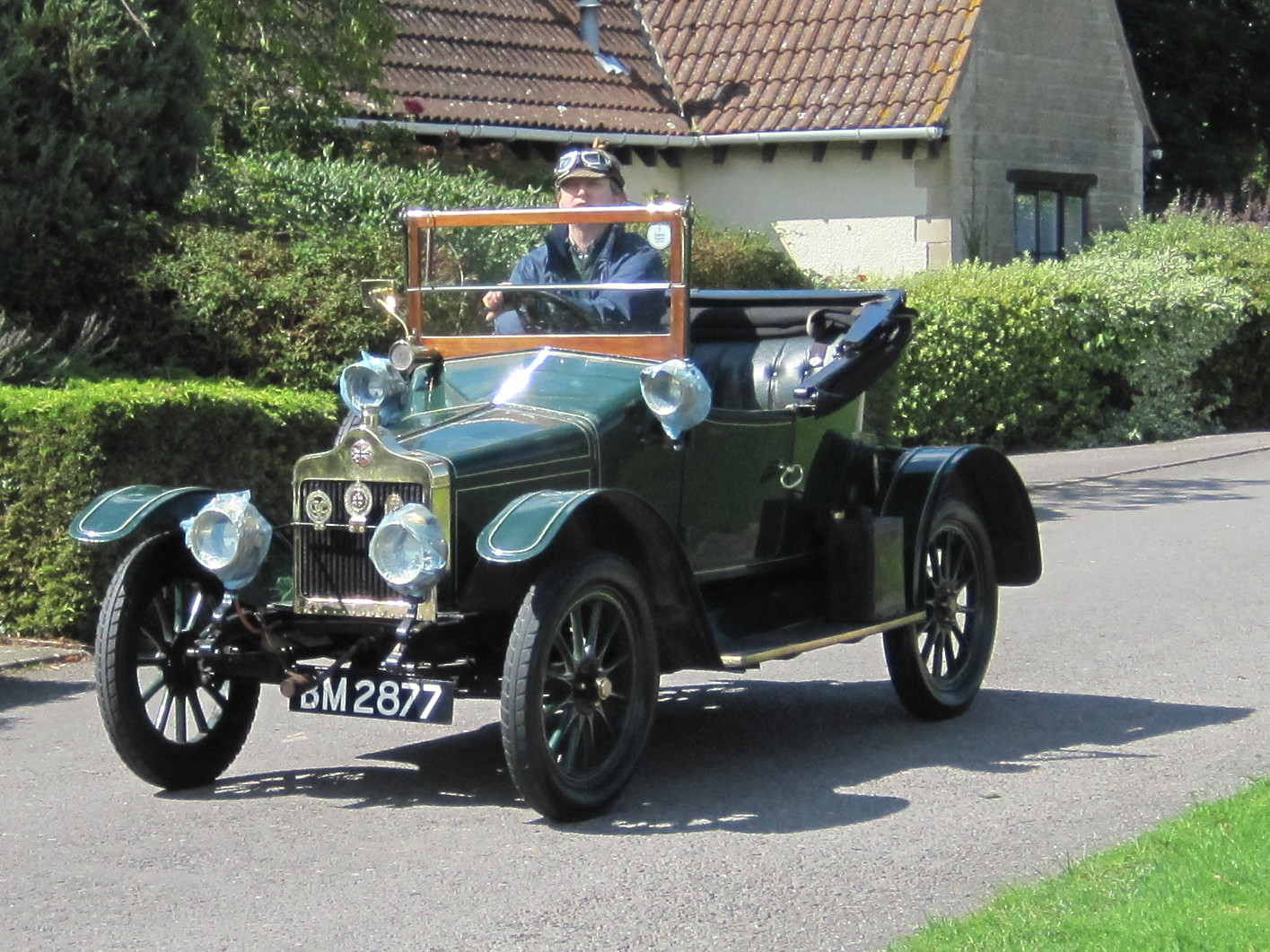
Modelo S descubierto biplaza de 1913

En 1905, el mismo Maudslay condujo el primer coche Standar de competición en una carrera, el RAC Tourist Trophy en el que terminó 11º de 42 inscritos, habiendo realizado la carrera sin paradas. En 1905 también se recibió el primer pedido de exportación de un cliente canadiense que se presentó en la fábrica en persona. El pedido se comentó en el periódico local con cierto énfasis: "La firma de Coventry hace una oferta audaz para los mercados extranjeros".
La empresa expuso sus coches en el Salón del Motor de Londres de 1905 organizado en el Crystal Palace, donde un comerciante de Londres, Charles (más tarde Sir Charles) Friswell (1872-1926), acordó comprar toda la producción de la fábrica. Friswell pasó a formar parte de la Standard y posteriormente fue director general durante muchos años.
A finales de 1906, la fabricación se transfirió a unos talleres más grandes, concentrándose la producción en los modelos de 6 cilindros. El 16/20 h.p. tourer con carrocería de entrada lateral tenía un precio de 450 libras (por entonces, un delineante ganaba 3 libras por semana).
En 1907 Friswell se convirtió en presidente de la compañía. Trabajó arduamente para elevar el perfil de la compañía, y el aumento resultante en la demanda hizo necesaria la adquisición de un gran edificio de una sola planta en Cash's Lane, Coventry. Incluso este edificio se quedó pequeño después de la publicidad obtenida cuando se suministró una flota de 20 turismos 16/20 para el uso de los editores de la Commonwealth que asistieron a la Conferencia de Prensa Imperial de 1909 en Londres. En 1909, la compañía utilizó por primera vez la famosa insignia Union Flag, un emblema característico colocado en el radiador de los Standard hasta después de la Segunda Guerra Mundial. 
Hacia 1911 se disponía de una gama de vehículos completa, ya que el modelo de 8 caballos se producía en grandes cantidades, mientras que se servía al mismo tiempo un pedido especial de dos coches de 70 caballos para un millonario escocés.
La influencia de Friswell culminó con el suministro de setenta automóviles con motores de 4 cilindros y 16 HP para el rey Jorge V y su séquito, incluido el Virrey de la India, en el Delhi Durbar de 1911. En 1912, Friswell vendió sus participaciones en Standard a C. J. Band y a Siegfried Bettmann, el fundador de Triumph Motor Cycle Company (que se convirtió en Triumph Motor Company). Durante el mismo año, se produjo el primer vehículo comercial y se lanzó el modelo "S" con un motor de 4 cilindros a un precio de 195 libras, el primero de la marca en fabricarse a gran escala. Antes del estallido de la Primera Guerra Mundial, se habían producido 1600 unidades de este vehículo, a un ritmo que llegó a alcanzar los 50 coches por semana. Estos automóviles se vendían con una garantía de tres años. En 1914 Standard se convirtió en una empresa pública.

### Primera Guerra Mundial
Durante la Primera Guerra Mundial, la compañía produjo más de 1000 aviones, incluidos los RAF BE12, RAF RE8, Sopwith Pup y Bristol F.2-B en una nueva factoría situada en Canley, que se inauguró el 1 de julio de 1916. 
La planta industrial de Canley se convertiría posteriormente en el principal centro de operaciones. Se fabricaron otros materiales de guerra, como obuses, talleres móviles para los Ingenieros Reales y morteros para las trincheras.

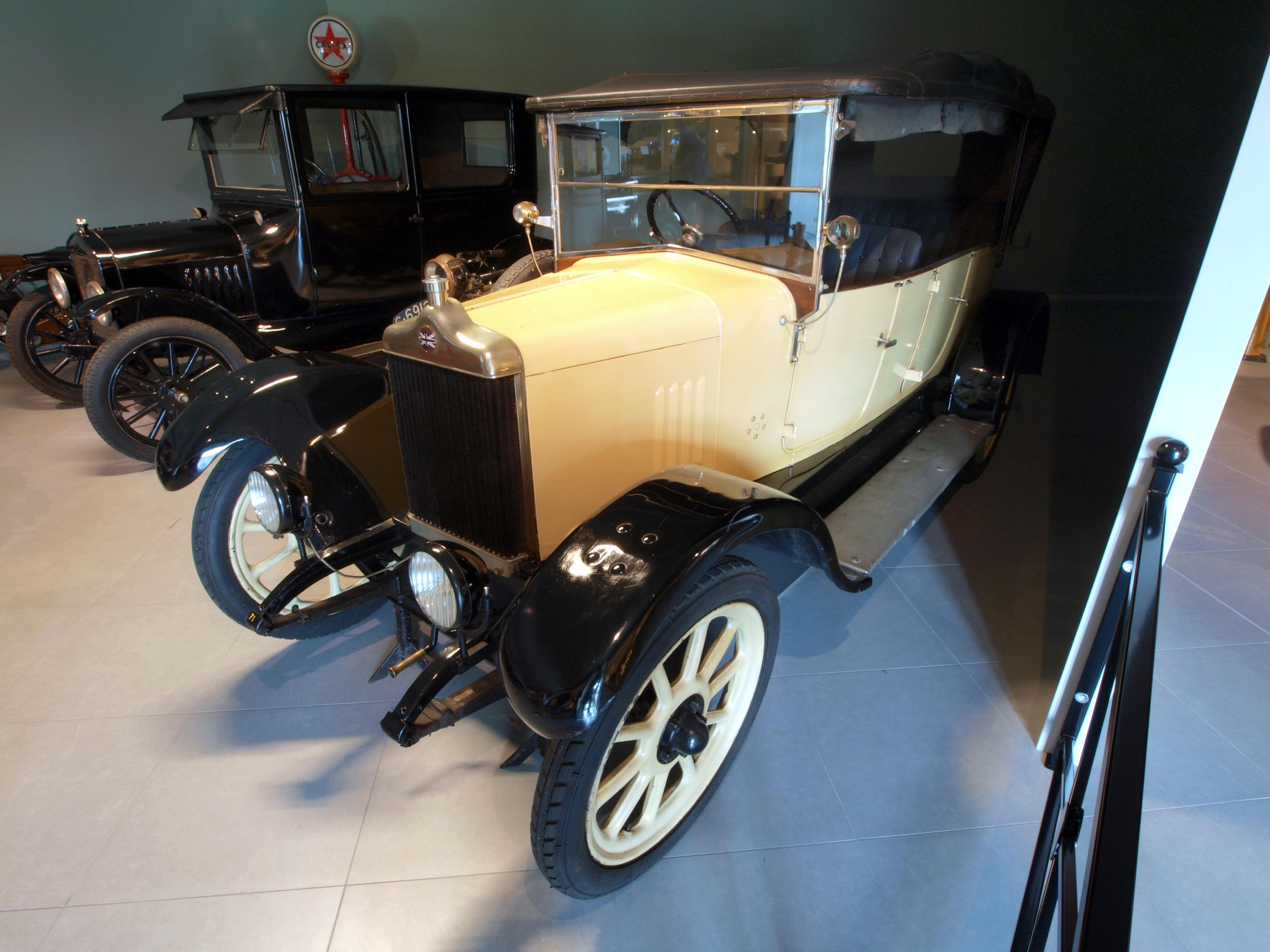
Eleven de cuatro asientos (1922)

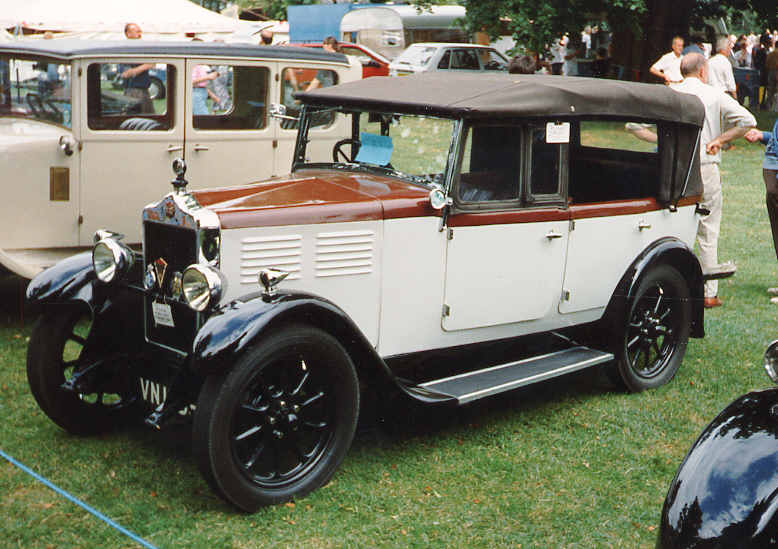
Nine Selby de cuatro asientos (1927)

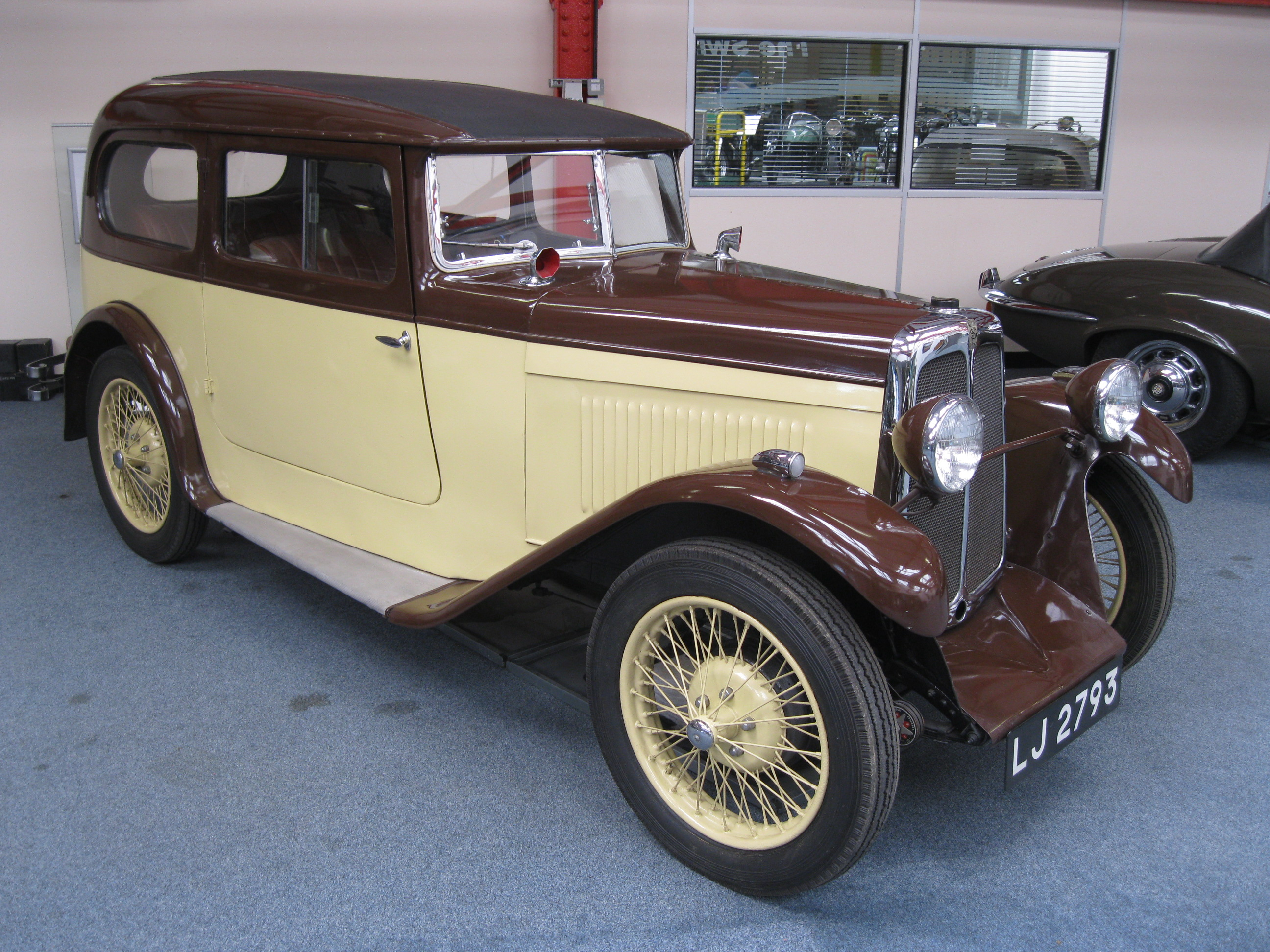
1930 Standard Swallow biplaza deportivo. Chasis Big Nine

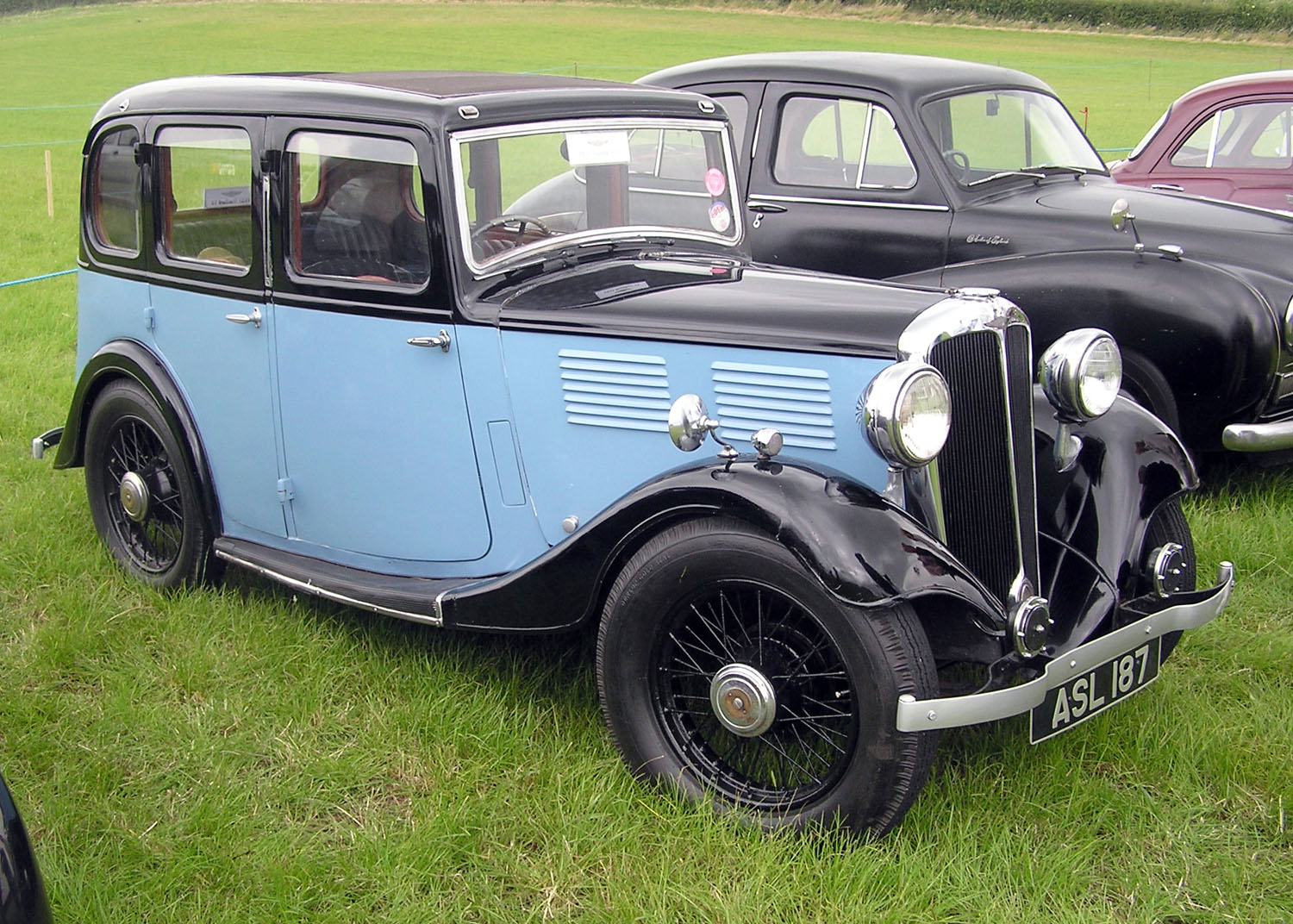
Ten de cuatro puertas berlina (1933)

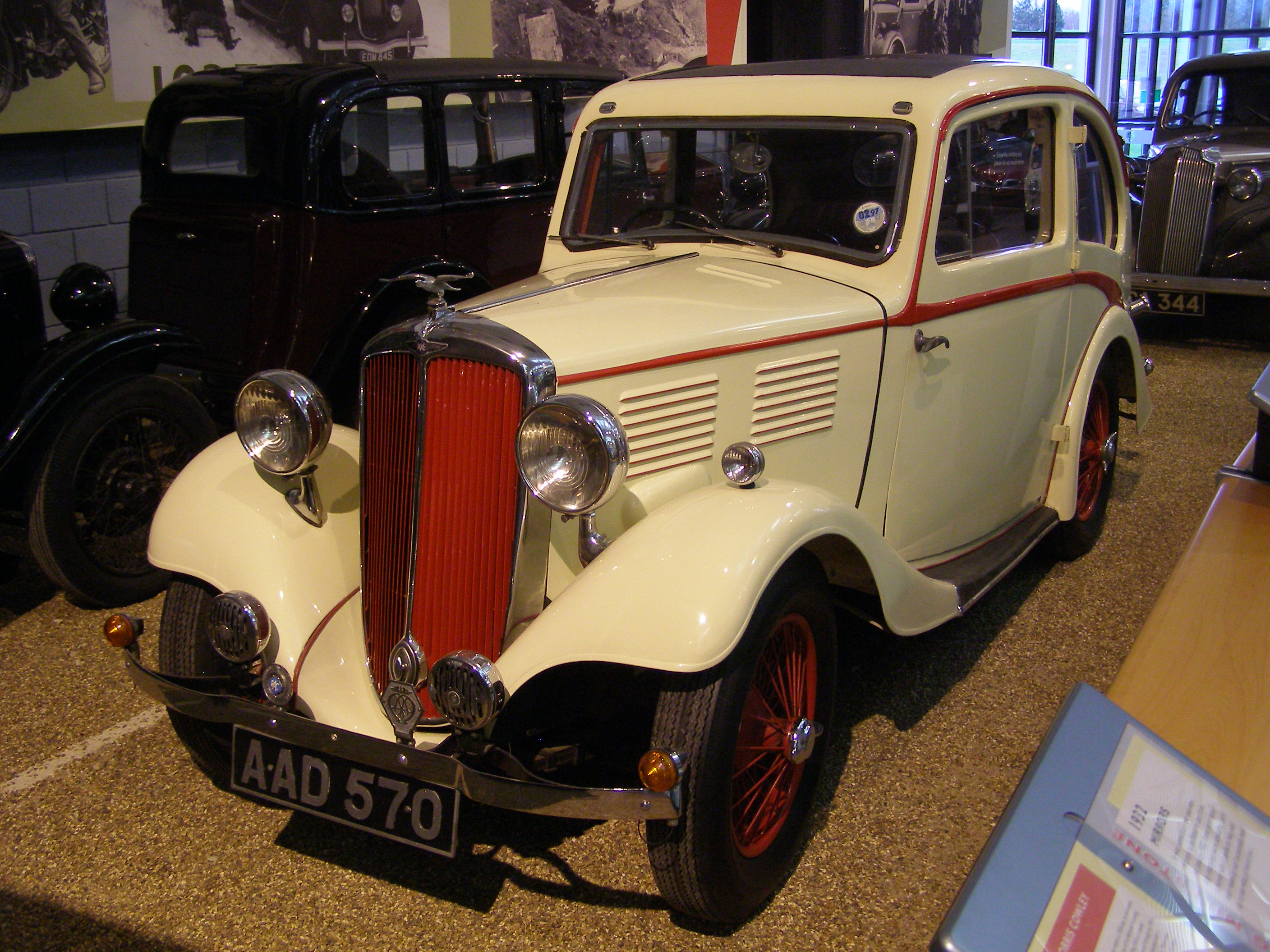
10/12 Speedline cupé (1934)

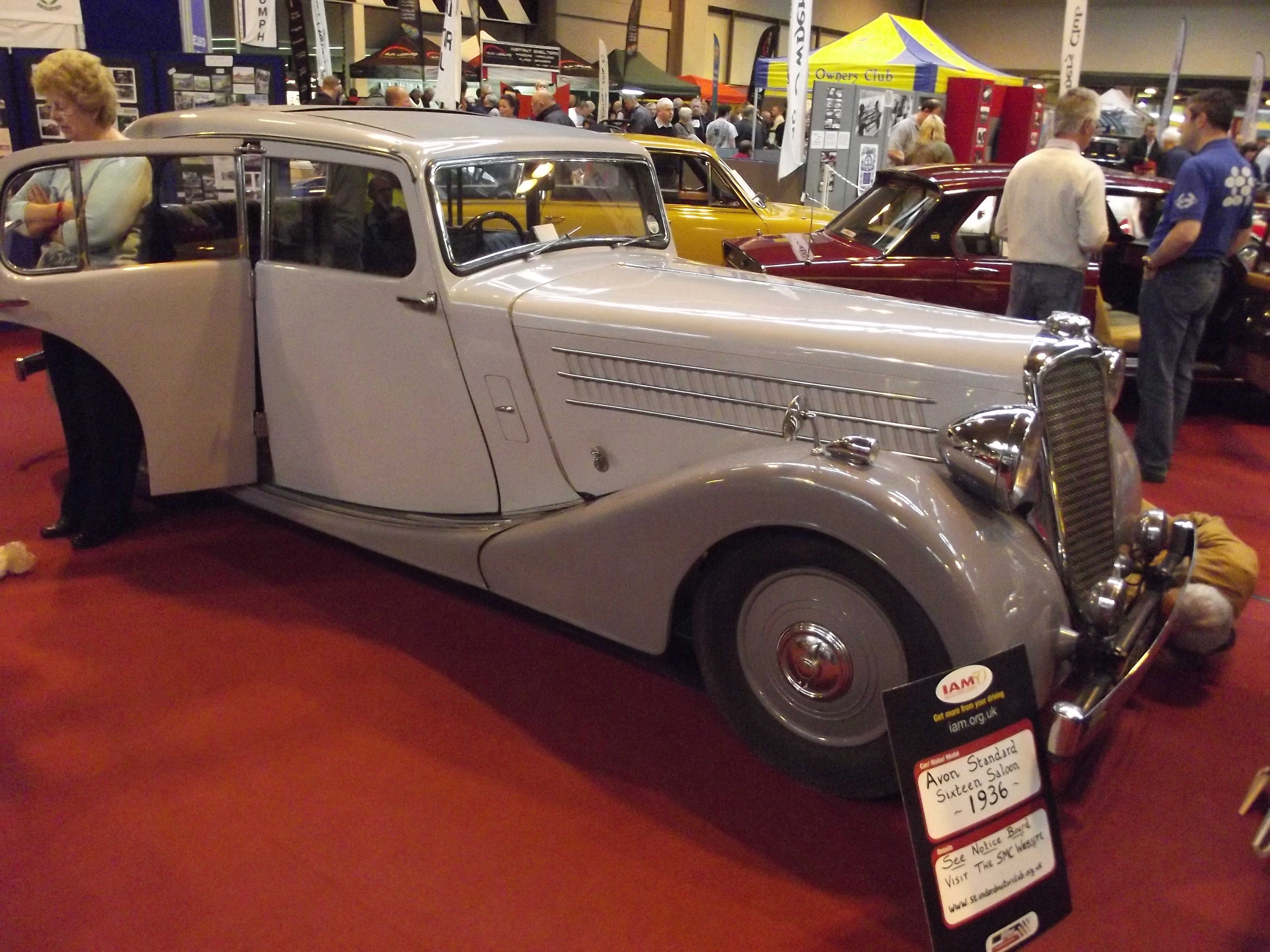
Berlina deportiva de cuatro puertas carrozada por Avon sobre el chasis de un Sixteen (1936)

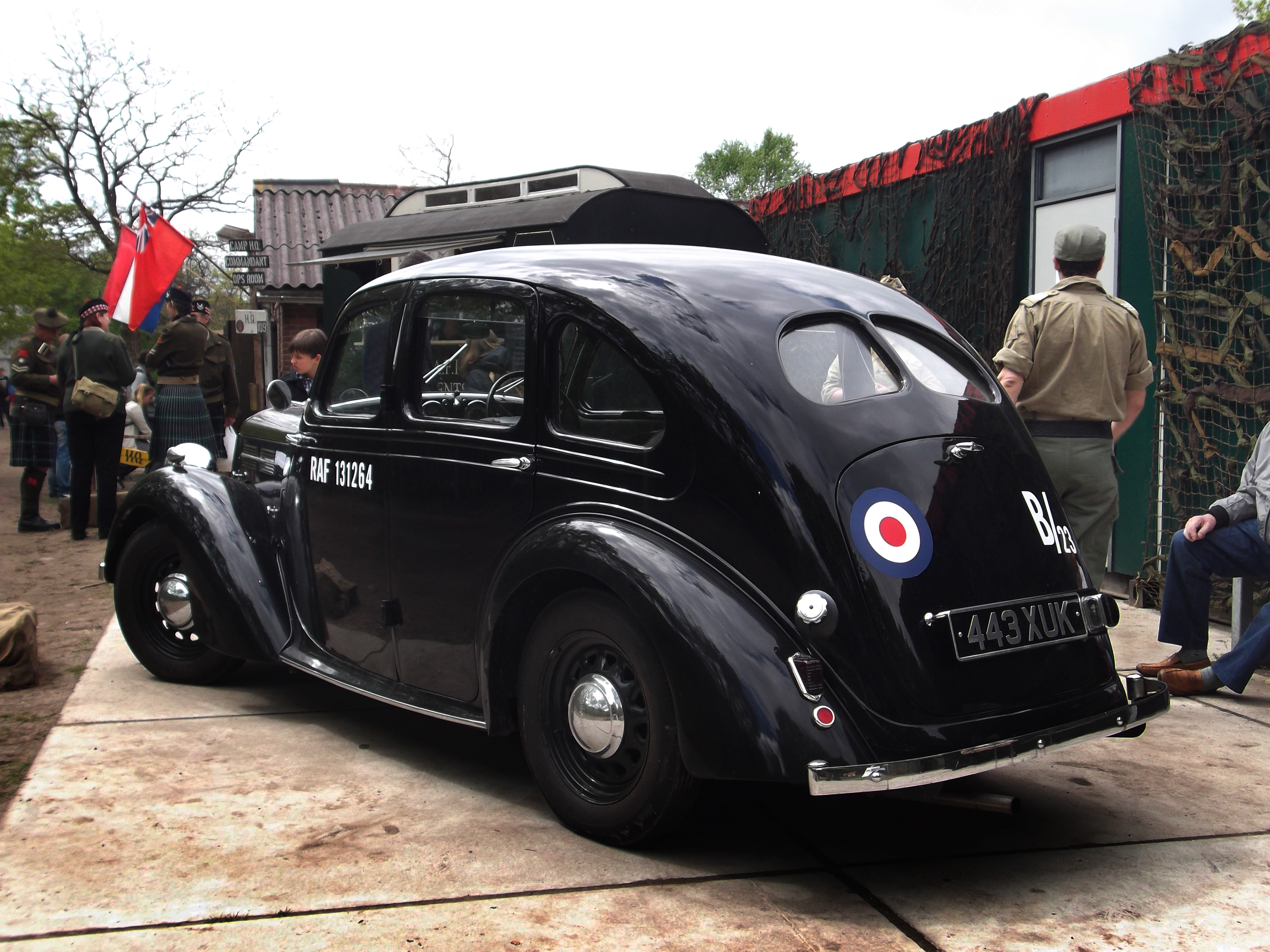
Berlina Flying Twelve de 4 puertas RAF (1937)

### 1919–1939

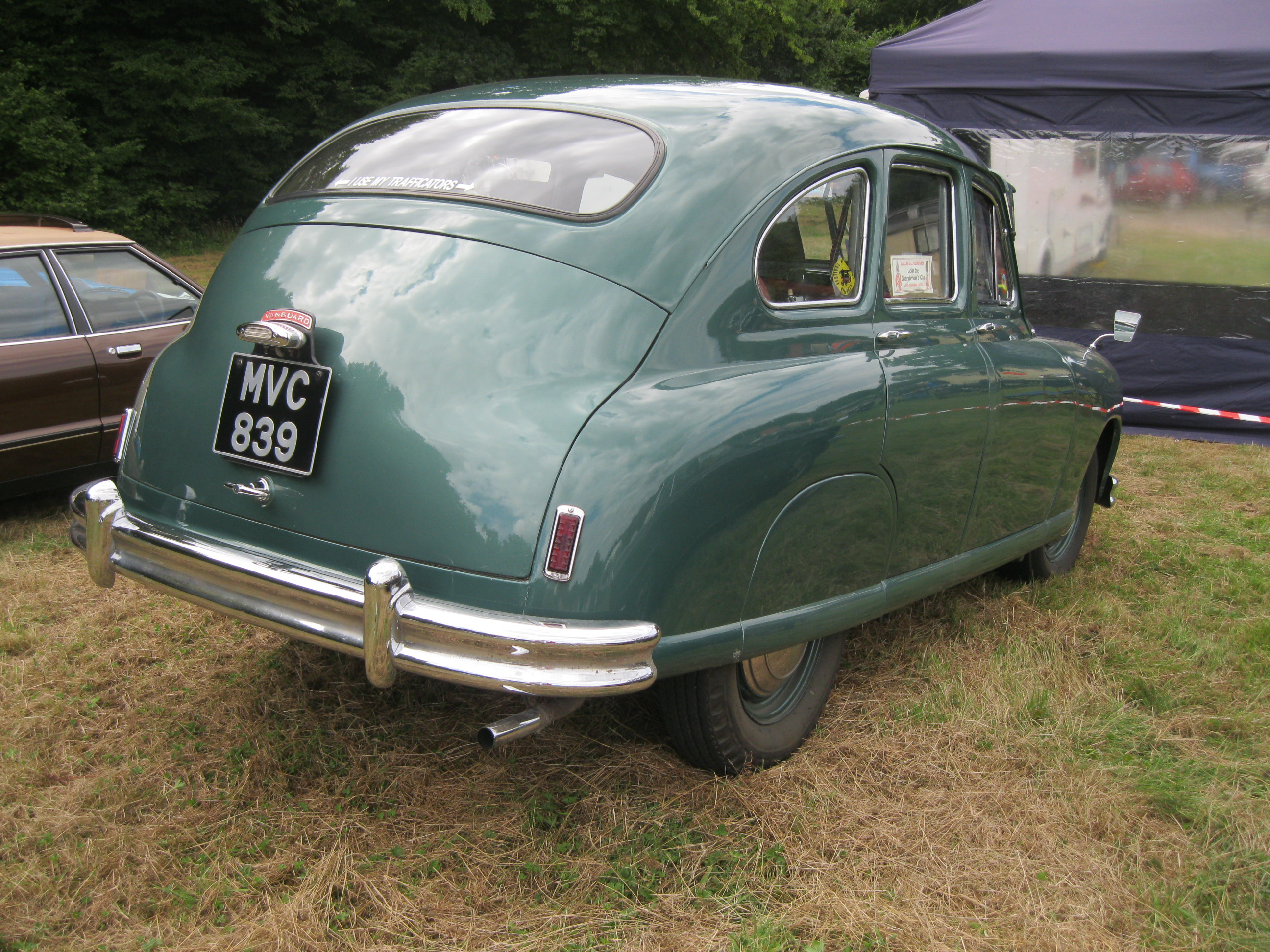
Vanguard Phase 1

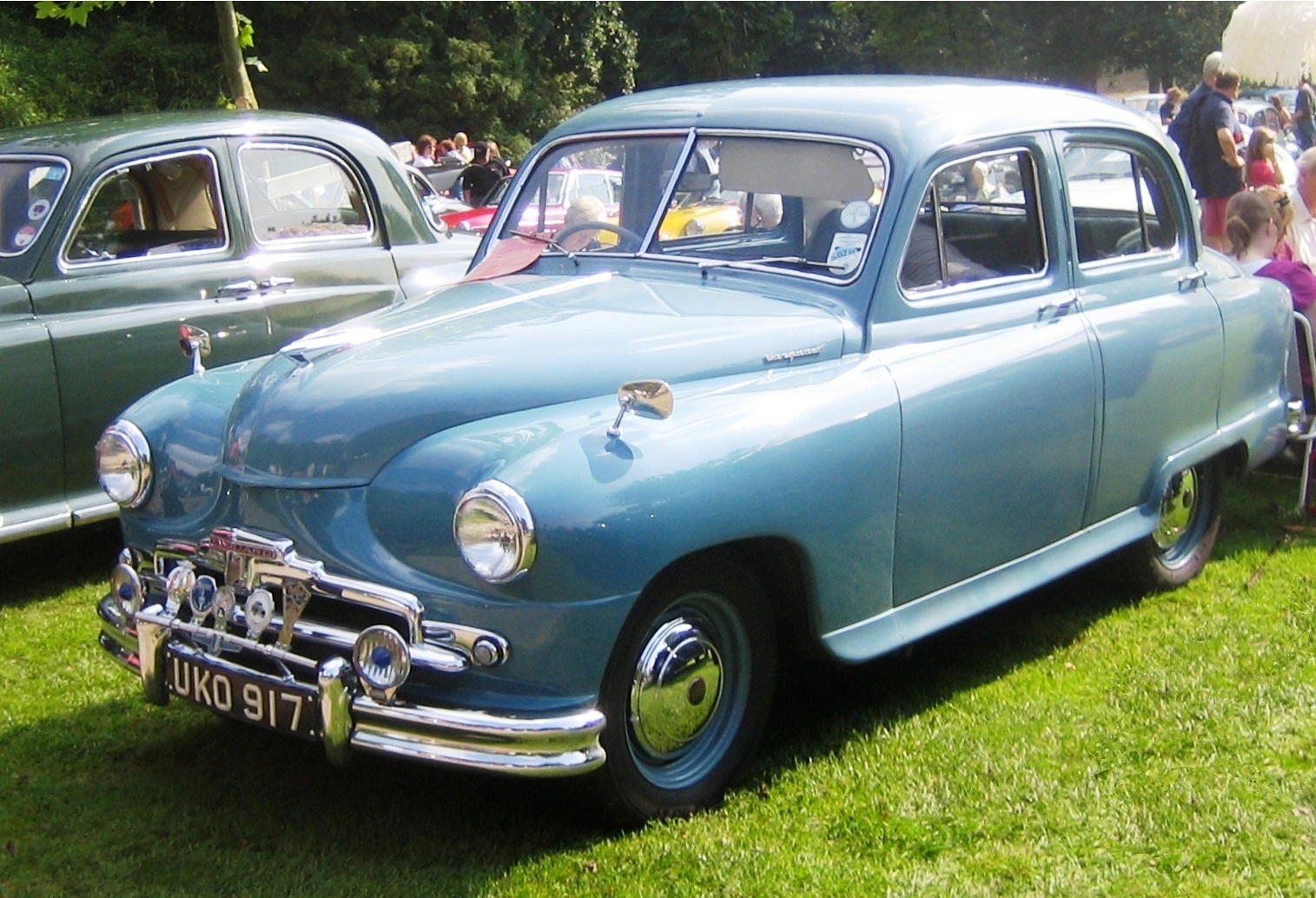
Vanguard Phase 2

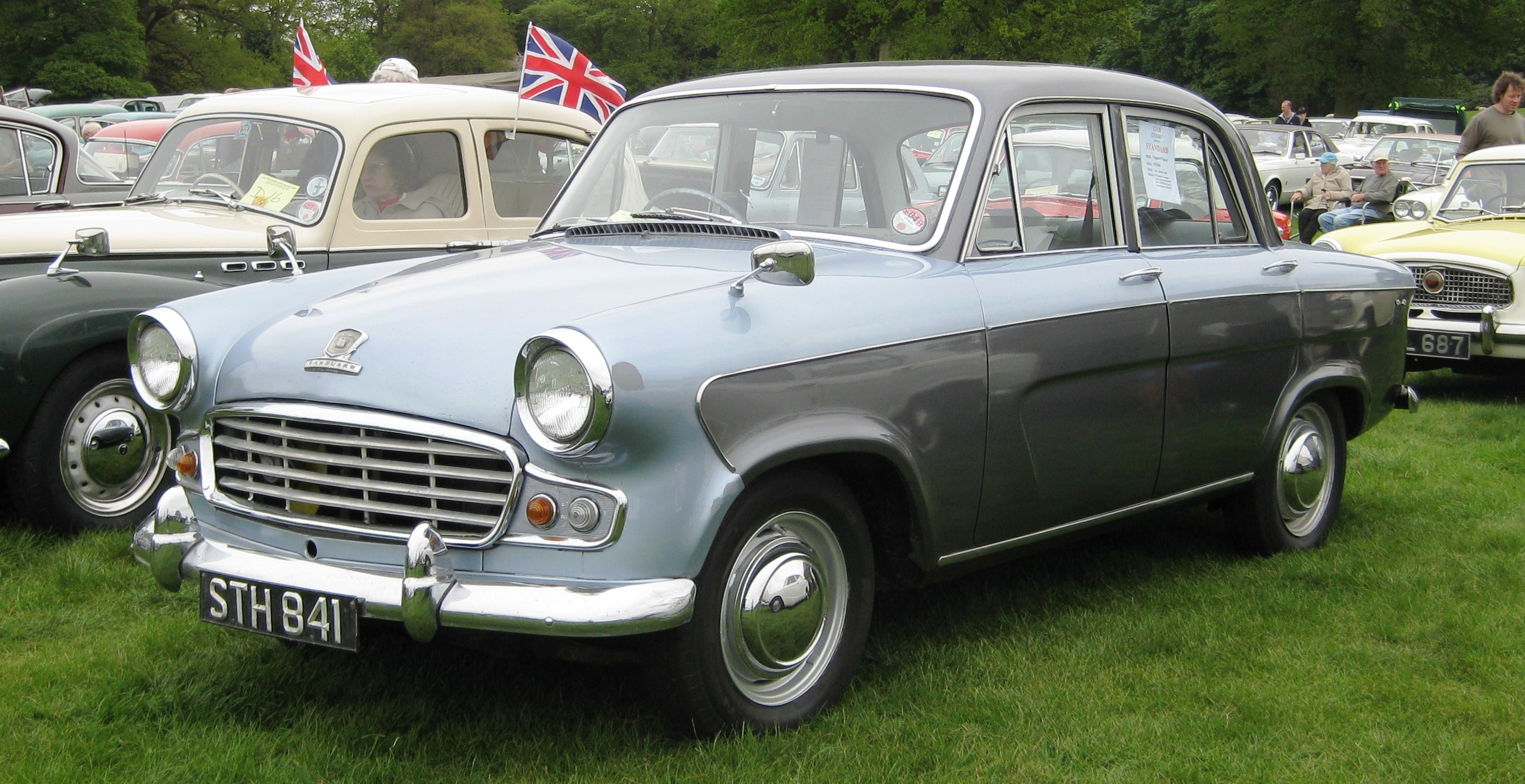
Vanguard Vignale

La producción civil de automóviles se reinició en 1919 con modelos basados en diseños anteriores a la guerra. Por ejemplo, el modelo 9.5 "S" se reintrodujo rebautizado como SLS, aunque pronto fue reemplazado por un modelo 8 HP.
A principios de la década de 1920 se ofrecieron por primera vez sedanes. Hasta entonces, todos los coches Standard habían sido turismos. Desde el traslado a Bishopsgate Green, las carrocerías habían sido fabricadas en Coventry por la propia empresa, pero no fue hasta 1922 cuando se produjeron en masa, utilizando una pista de madera en la que se empujaban a mano. La compañía estaba justificadamente orgullosa de la moderna fábrica de Canley, de la que se jactaba en sus anuncios publicitarios: "Es una fábrica bellamente iluminada y bien ventilada que se encuentra en el límite de una comunidad refrescada por la brisa y alejada del ruido y del humo de la ciudad, donde se realizan el montaje final y las pruebas de los coches ligeros británicos Standard, que se envían desde allí a casi todos los rincones del mundo".
Fue en esta época, a principios de la década de 1920, cuando apareció en todos los anuncios el eslogan "Cuéntelos en la carretera". En 1924, la compañía tenía una cuota de mercado comparable a la de Austin Motor Company, con más de 10.000 automóviles vemdidos en 1924. A medida que se desvanecía el auge inmediato de la posguerra, muchas marcas rivales desaparecieron. Los automóviles se hicieron cada vez más grandes y más elaborados a medida que los fabricantes buscaban mantener las ventas. Durante la década de 1920, todos los modelos recibieron nombres de ciudades, no solo cerca de la fábrica como Canley y Kenilworth, sino también más lejos: Teignmouth, Falmouth y Exmouth.
A finales de la década de 1920, las ganancias habían disminuido drásticamente debido a la gran reinversión realizada, a un contrato de exportación fallido y a las malas ventas de los coches más grandes. En 1927 se hizo evidente la inconveniencia de centrar la fabricación de los modelos más grandes, y se lanzó el Fulham de 9 HP con carrocería de tela a 185 libras. La producción se concentró principalmente en un chasis básico con un motor de 9 HP. Se hizo patente la importancia de la estandarización, y solo se ofreció una única versión. En 1929, John Black, director general adjunto de Hillman, asumió el puesto de director general en Standard.

#### Standard Swallow y Jaguar
Black alentó el suministro de chasis a los carroceros externos, como Avon y Swallow Coachbuilding y Jensen. La empresa de construcción de automóviles Avon comenzó a producir automóviles con un aspecto claramente deportivo a principios de la década de 1930, utilizando como base un chasis completo de la Standard Motor Company. Estos chasis eran unidades de producción ordinarias, utilizadas por su reconocido diseño de ingeniería y buen rendimiento. Conocidos como Special Standard Avon, estaban dirigidos a un mercado selecto demasiado pequeño para la propia Standard.
|  |

Swallow decidió producir un automóvil con su propio nombre, utilizando un motor y un chasis Standard. Se exhibió un prototipo, el SS 1, en el Salón del Automóvil de Londres de octubre de 1931 y en 1932 Swallow pudo suministrar tres modelos, con dos de ellos usando la misma carrocería. El negocio de Swallow se refundó como SS Cars y después de la Segunda Guerra Mundial comenzó a usar el nombre de Jaguar Cars, tomado del modelo SS Jaguar 100. En 1945, Standard todavía fabricaba los motores de Jaguar, aunque solo el más pequeño seguía siendo un diseño Standard.
No fue hasta 1930, después de la introducción de las ruedas de radios, cuando finalmente se abandonó la forma distintiva del radiador utilizada por primera vez en los modelos de 6 cilindros de 1906. En 1930, antes de la época más crítica de la Depresión, se introdujo el Big Nine, que junto con el Ensign y el Envoy de 6 cilindros constituían la gama completa de Standard. Aquí, la estandarización de la producción se llevó a un paso más adelante, con las carrocerías de los 9 HP de cuatro cilindros y los 15 HP de seis cilindros casi indistinguibles, excepto por la longitud del capó.
Los Big Nine pronto fueron seguidos por los Big Twelve y las ventas para el segundo semestre de 1931 superaron las de todo el año anterior. En 1932, el duque de Gloucester visitó la factoría de Canley, donde recibió un nuevo modelo de 6 cilindros.
El fundador y presidente Reginald Maudslay se retiró en 1934 y murió poco después, el 14 de diciembre de 1934, a la edad de 64 años. Charles James Band (1883-1961), un abogado de Coventry y director de Standard desde 1920, lo reemplazó como presidente y ocupó ese cargo hasta 1954, aunque Sir John Black ocupó de nuevo la dirección durante un breve período antes de retirarse. En 1935, toda la producción se transfirió a la planta industrial de Canley, abordándose una extensa reorganización, incluida la instalación de una línea de producción continua en el taller de pintura, de donde los automóviles salían completamente pintados.
En la década de 1930, la situación del negocio mejoró con los nuevos modelos, el Standard Nine y el Standard Ten, dirigidos al mercado de gama baja a media. En el Salón del Motor de 1935 se anunció la nueva gama de Standard con modelos de perfil aerodinámico, que llegaron al mercado en 1936 para reemplazar virtualmente la gama existente de los Nine, Twelve, Sixteen y Twenty. Los Standard "Flying" se denominaron así debido al cambio principal de la carcasa del radiador por una rejilla en "cascada", rematada por la insignia de la Union Jack que aparentemente fluía hacia atrás, en contraste con su posición anterior orientada frontalmente.
|  |

Los Flying Nine, Flying Ten, Flying Twelve y Flying Fourteen tenían motores de cuatro cilindros, mientras que los Flying Sixteen y Flying Twenty tenían motores de seis cilindros. En la parte superior de la gama estaba el Standard Flying V-Eight, con un motor V8 a 90 grados de válvulas laterales, 20 caballos fiscales y una velocidad máxima de más de 80 mph (129 kilómetros por hora). Se fabricaron 250 unidades del Flying V-Eight desde 1936 hasta 1937, que salieron a la venta con un precio inicial de 349 libras rebajado a 325 en 1938 para liquidar el inventario.
Ese mismo año de 1938, se abrió una nueva fábrica en Fletchampstead, y Standard lanzó el Flying Eight, que tenía un nuevo motor de cuatro cilindros más pequeño que el del Flying Nine, y fue la primera berlina ligera británica producida en masa con suspensión delantera independiente. Los modelos Flying Ten y Flying Twelve también recibieron chasis nuevos con suspensión delantera independiente en 1938.
La planta de motores aeronáuticos en Banner Lane, un facroría en la sombra, comenzó su construcción a mediados de 1939, y en 1940 comenzó la producción. Fue administrada por Standard para el Ministerio del Aire. Después de la guerra, Standard arrendó Banner Lane y, en colaboración con Harry Ferguson, fabricó sus tractores Ferguson.
Al comienzo de la guerra, la producción anual de Standard era de aproximadamente 50.000 unidades.

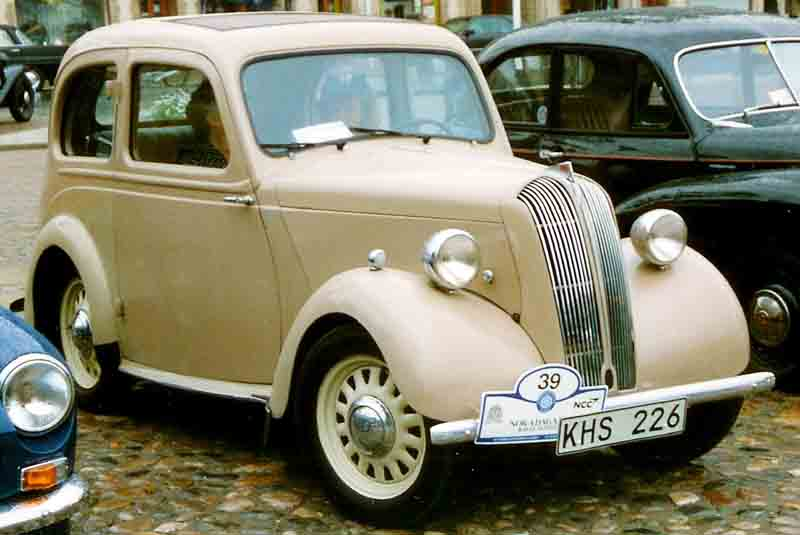
Eight berlina de dos puertas (1946)

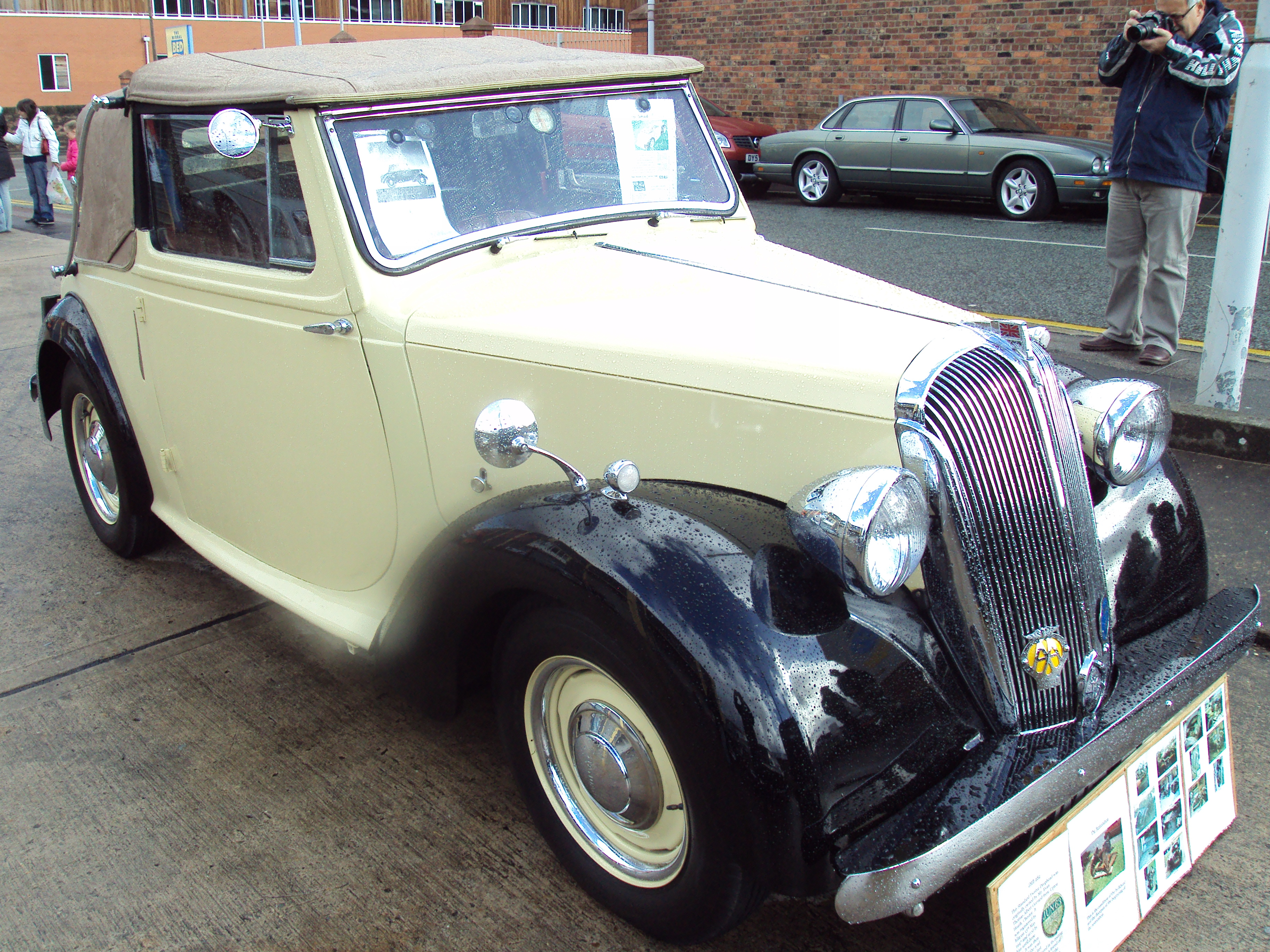
Twelve cupé aerodinámico (1947)

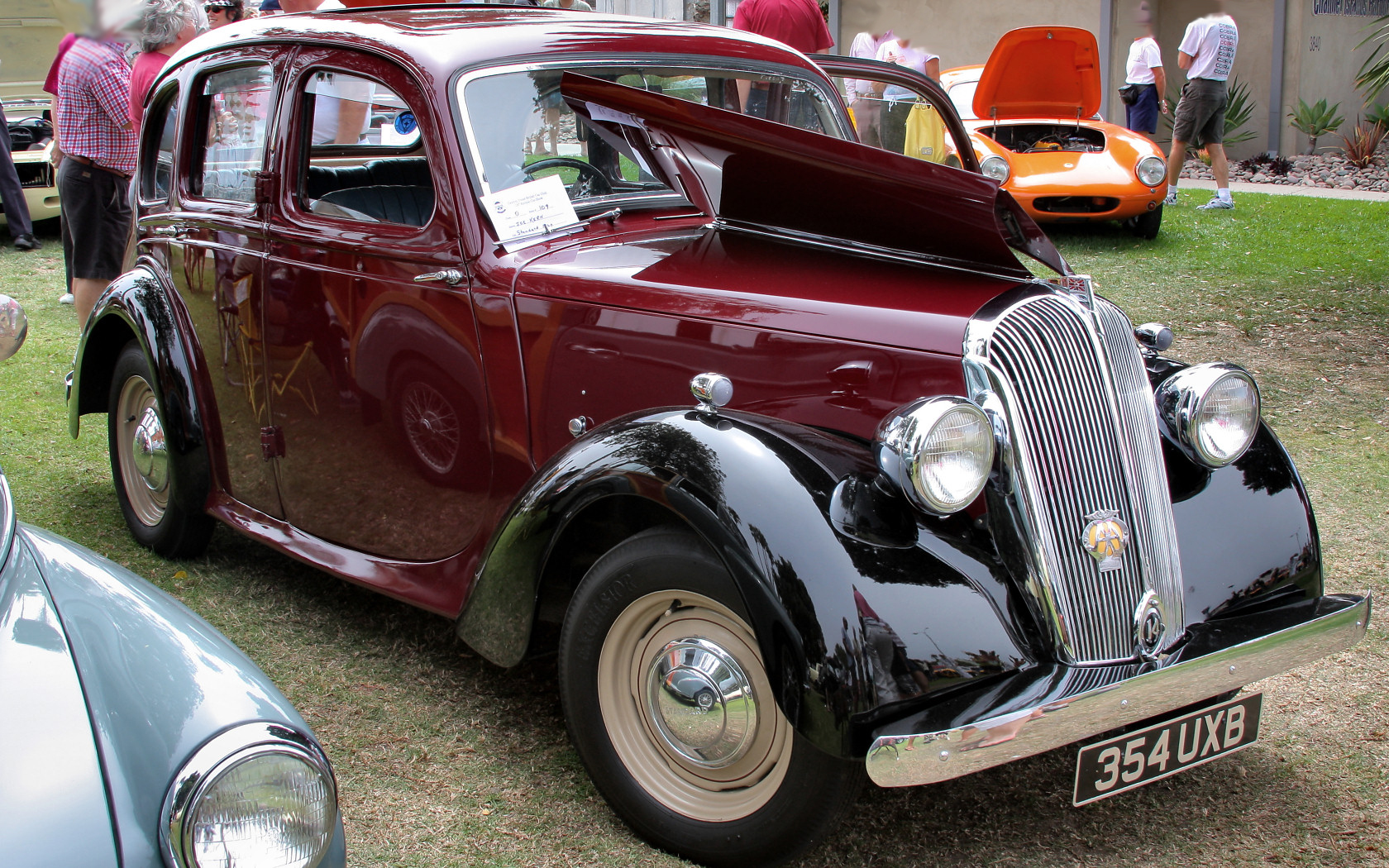
Fourteen de cuatro puertas (1948)

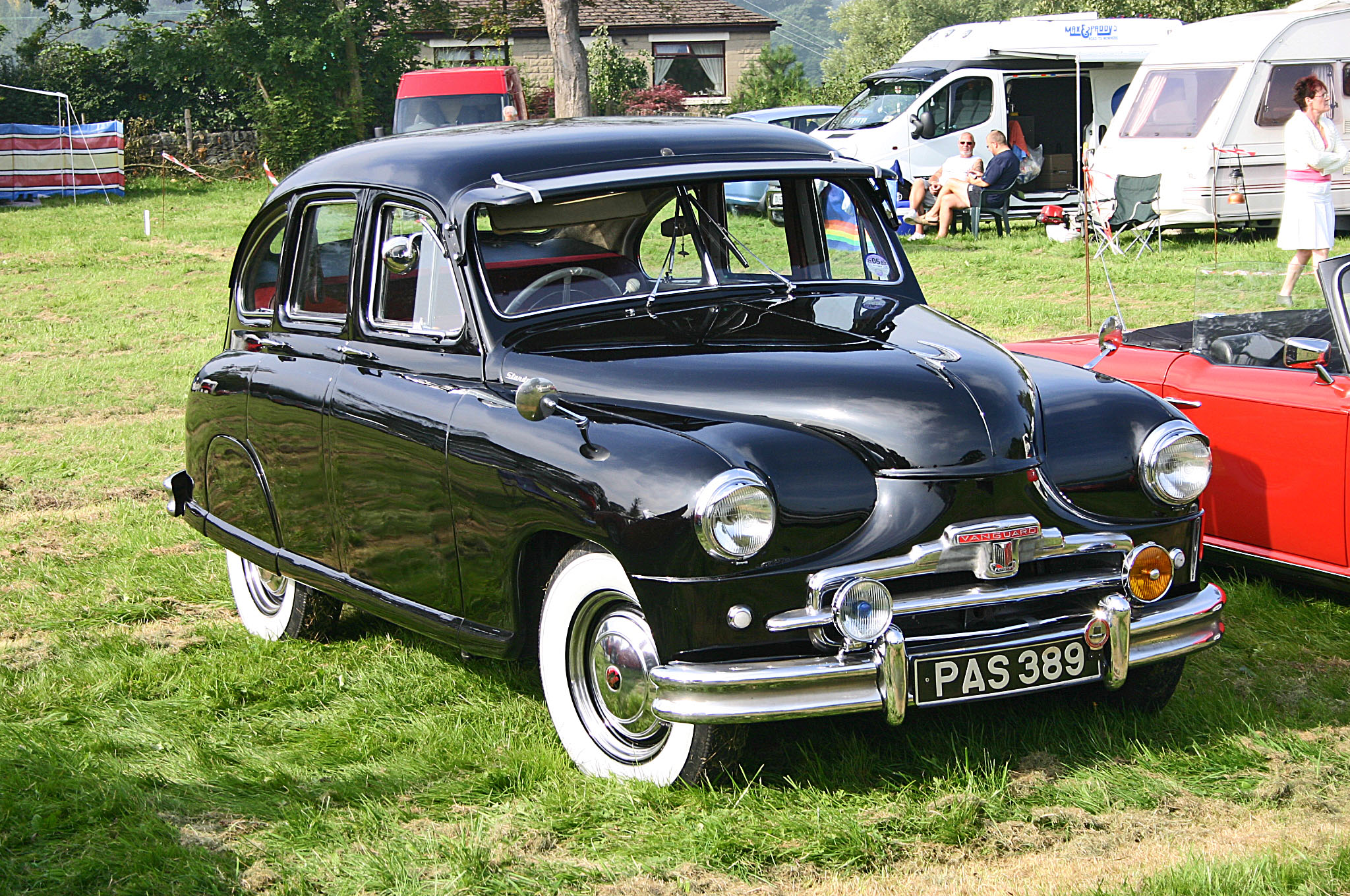
Vanguard Phase 1A (1952)

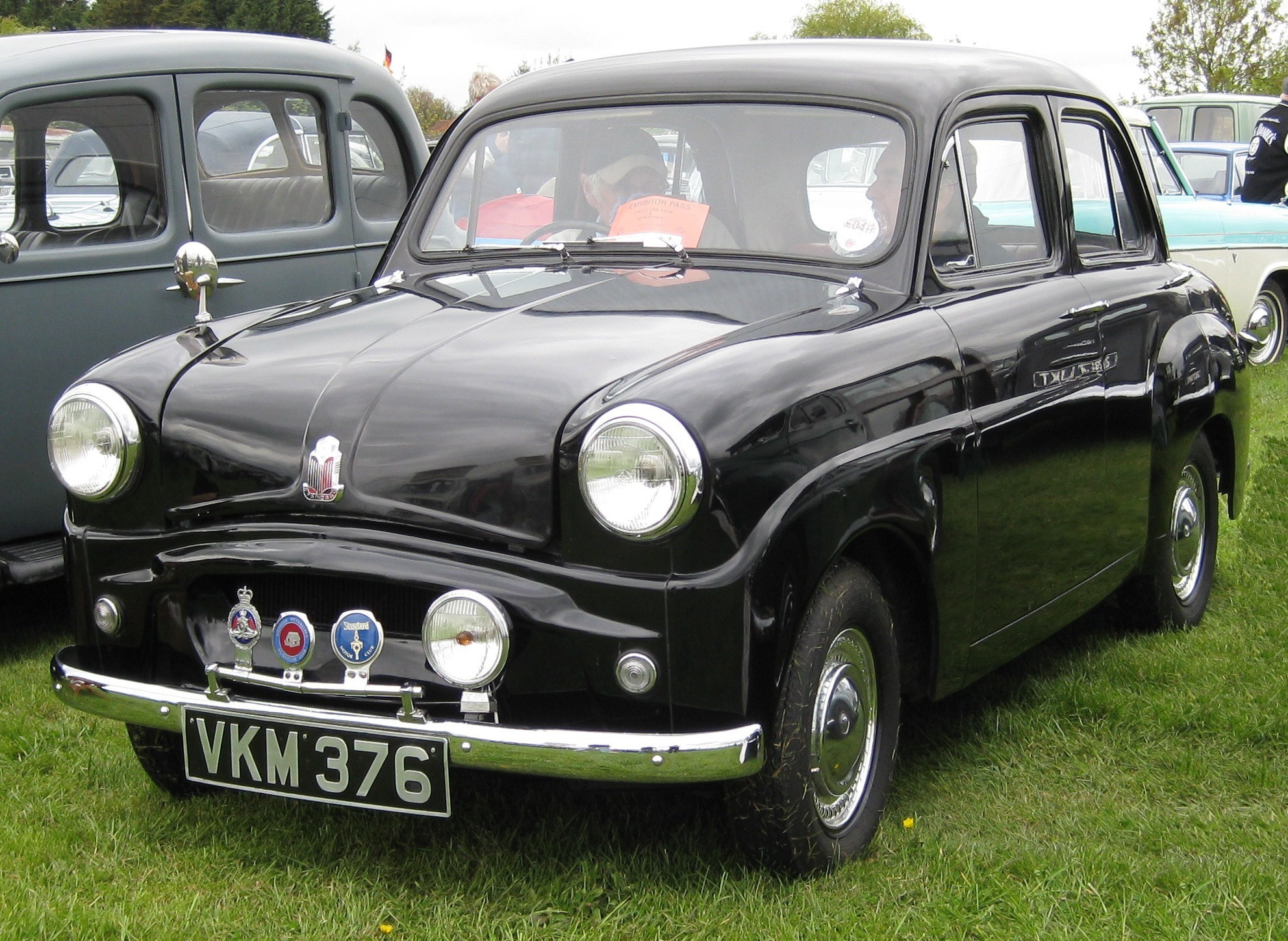
Eight (hacia 1953)

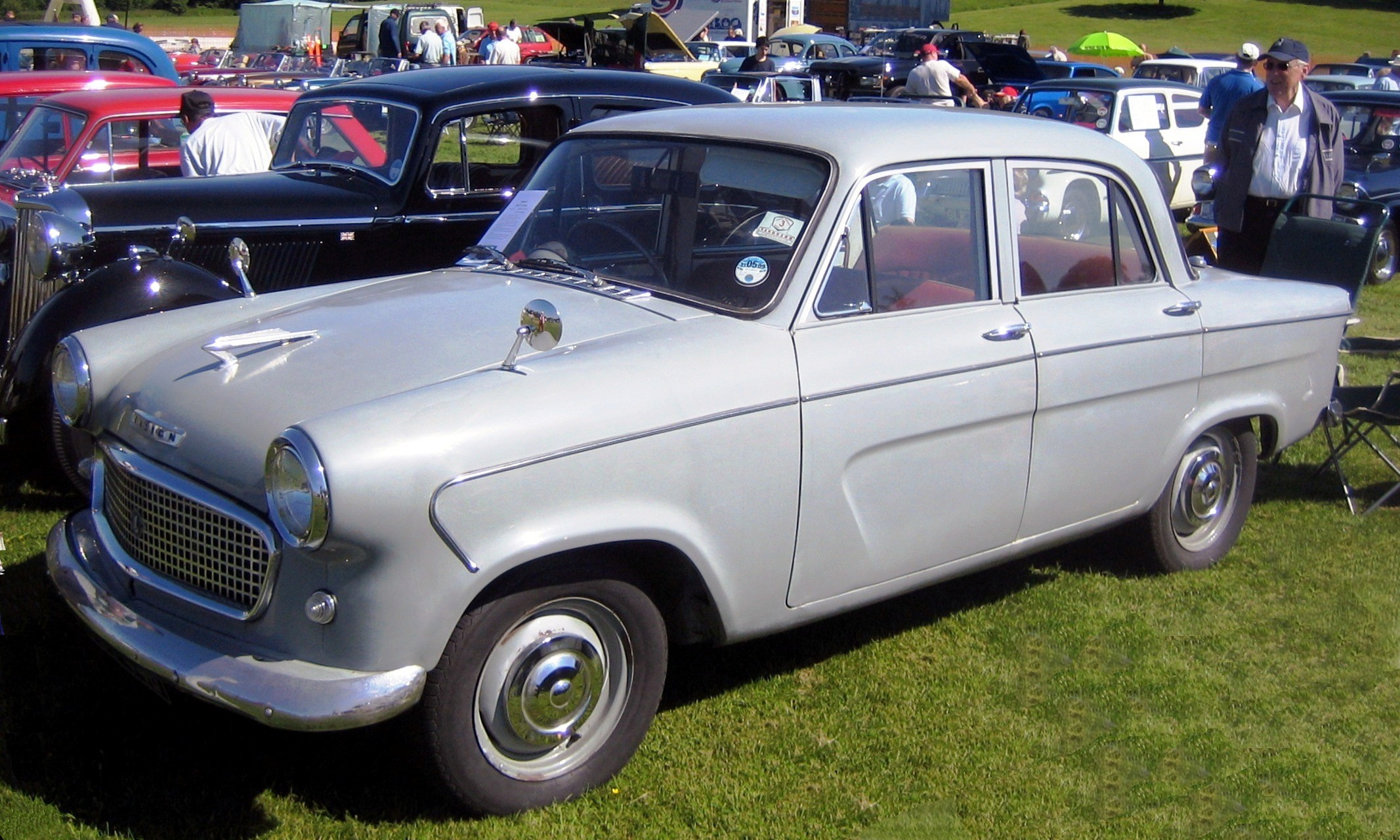
Ensign (1956). Compartía la carrocería de la serie Vanguard III, pero tenía unas prestaciones reducidas. Fue popular con la RAF

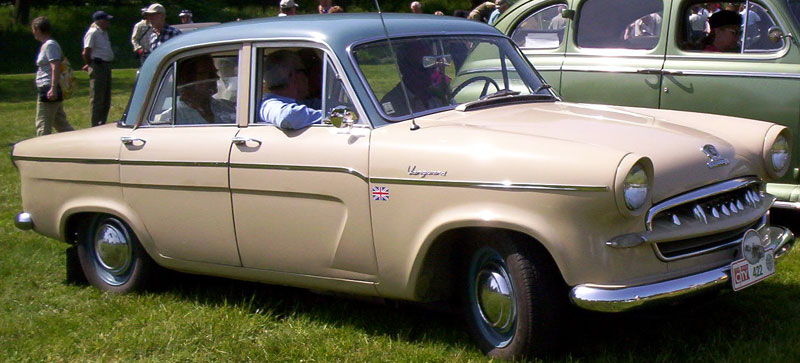
Vanguard (1958)

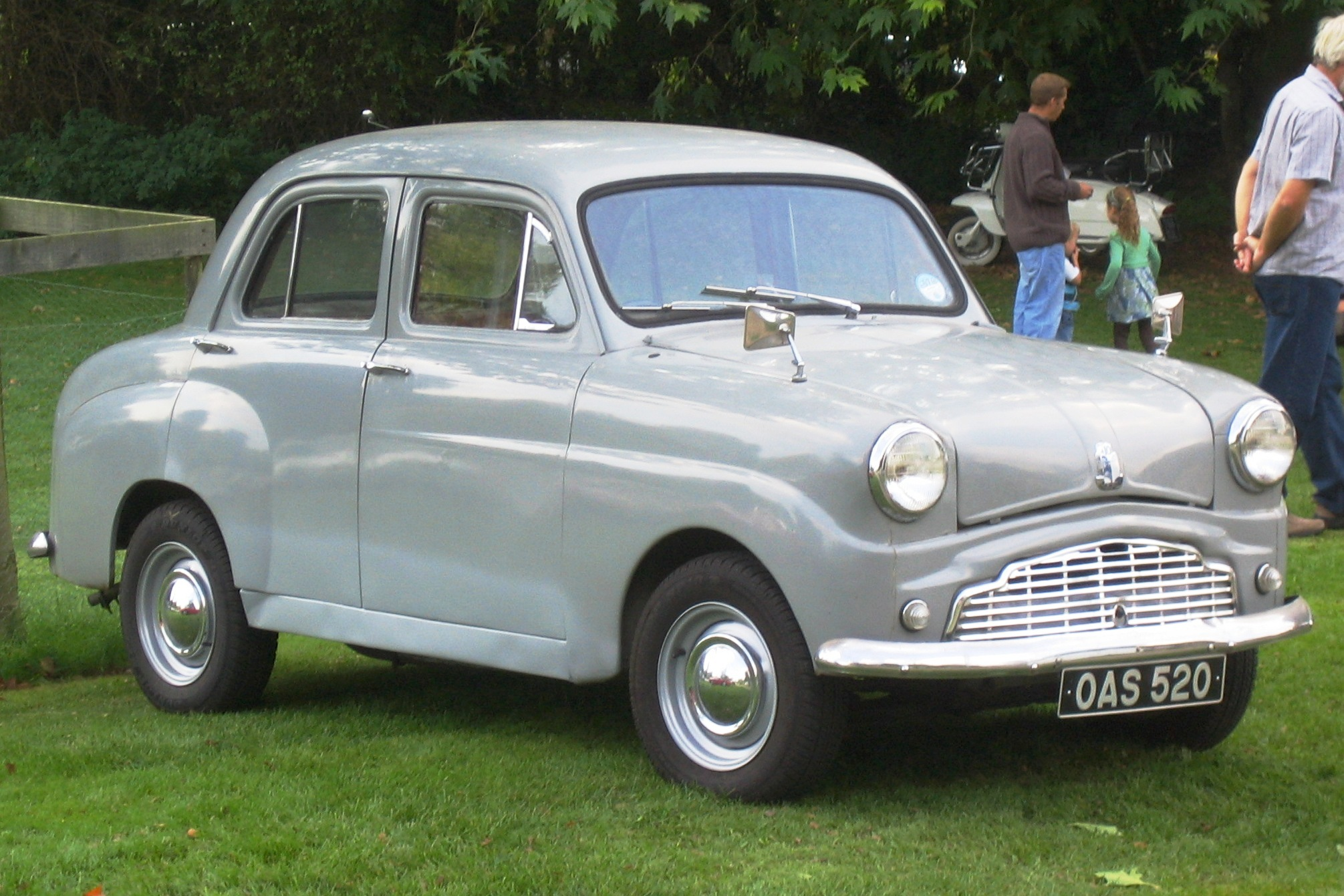
Ten (1959)

### Segunda Guerra Mundial
La compañía continuó produciendo sus automóviles durante la Segunda Guerra Mundial, principalmente adaptados como pequeñas camionetas. Sin embargo, el producto más famoso de la guerra fue el avión de Havilland Mosquito, principalmente la versión FB VI, de la cual se fabricaron más de 1100 unidades. También se fabricaron 750 Airspeed Oxford, así como 20.000 motores Bristol Mercury VIII y 3000 fuselajes del Bristol Beaufighter.
Otros productos del período de guerra fueron 4000 vehículos Beaverette blindados ligeros y un prototipo de vehículo todoterreno tipo "Jeep".

### Años de posguerra
Con la paz, el Eight de preguerra y el Twelve se equiparon con un motor de 1776 cc, vendiéndose como automóviles de 14 HP. Volvieron a la producción rápidamente, usando las herramientas cuidadosamente almacenadas desde 1939. La compra en 1945 por 75.000 libras de Triumph Motor Company, organizada por Sir John Black, resultaría de la mayor importancia. Triumph había entrado en quiebra en 1939, siendo reorganizada tras su adquisición como una subsidiaria propiedad absoluta de Standard, llamada Triumph Motor Company (1945) Limited. La fábrica de Triumph estaba cerca del centro de la ciudad y había sido completamente destruida durante los bombardeos que sufrió Coventry. También se firmó un lucrativo acuerdo para construir el pequeño tractor Ferguson, considerado por Black como un medio de asegurar mayores ganancias para financiar el desarrollo de nuevos automóviles.

#### Tractor Ferguson
En diciembre de 1945, la Standard Motor Company Limited anunció que se había llegado a un acuerdo para fabricar los tractores Ferguson. La fábrica en la sombra del Ministerio del Aire situada en Banner Lane (Coventry), operada por Standard durante la guerra, se usaría para este proyecto. Estos tractores serían comercializados en países del hemisferio oriental, mientras que los tractores Ferguson construidos por Ford en América serían para el hemisferio occidental. Se esperaba que la producción comenzara en 1946. Ferguson suministraría y las herramientas agrícolas para sus tractores por separado, manteniendo el derecho de comercializar también los tractores y los complementos por su cuenta.

#### Standard Vanguard
En 1948 se adoptó una política de un solo modelo para la marca Standard (junto con una serie de nuevos Triumph), con la introducción del modelo Standard Vanguard con motor de 2 litros, que fue diseñado con una línea de estilo americano por Walter Belgrove, y reemplazó a todos los modelos anteriores a la guerra. Este modelo, haciendo honor a su nombre, fue el primer diseño verdadero de posguerra de un fabricante británico importante. El Vanguard Phase 1 con perfil trasero curvado ("lomo de escarabajo") fue reemplazada en 1953 por el Phase 2 con el maletero en un tercer volumen y en 1955 por el nuevo Phase 3, que se diversificó en variantes como los Sportsman, Ensign, Vanguard Vignale y Vanguard Six.

#### Standard Eight y Standard Ten
La política de un único modelo duró hasta 1953, cuando se agregó un nuevo automóvil pequeño, el Standard Eight, vendido a un precio de 481 libras, la berlina de cuatro puertas más barata del mercado. A pesar de su reducido precio, contaba con suspensión delantera independiente, frenos hidráulicos y un económico motor OHV. Al mismo tiempo, en otra parte del mismo edificio, la Standard producía un motor muy diferente, el reactor aeronáutico Rolls Royce Avon, de los que se fabricaron 415 entre 1951 y 1955. En 1954, el Eight se complementó con el Standard Ten, un poco más potente, que incluía una parrilla cromada más ancha.

#### Motores
El Vanguard Phase 2, como el Phase 1, era propulsado por un motor Standard de cuatro cilindros en línea y 2088 cc con "cárter húmedo", ahora con una relación de compresión ligeramente mayor, y que rendía 68 HP. Este motor podía modificarse mediante el uso de un sistema de admisión adicional y dos carburadores Solex de un solo cilindro, produciendo 90 HP. Por lo general, el motor del Phase 2 montaba un carburador Solex, con pistones de 85 mm de diámetro por 93 mm de carrera. En aquel período, Standard suministró muchos de estos motores para los tractores Ferguson distribuidos en los Estados Unidos.

#### Standard Pennant
Los Ten fueron seguidos a su vez en 1957 por el Standard Pennant, un diseño con aletas muy prominentes, pero por lo demás muy similar estructuralmente al Standard Eight de 1953. El motor Gold Star, una opción para los Ten y utilizado de serie para los Pennant, estaba ajustado para obtener mayor potencia y par que la unidad Standard de 948 cc. También estaban disponibles otras versiones del motor con un árbol de levas diferente y carburadores dobles. Además de una quinta marcha superdirecta para la caja de cambios, opcional para los Eight, Ten y Pennant, también estaba disponible el "Standrive", una transmisión semimanual que operaba automáticamente el embrague durante los cambios de marcha.

#### Triumph TR2
Durante el mismo año en que se introdujo el Eight, se exhibió otro automóvil en el Salón del Automóvil de Londres, el Triumph 20TS, un biplaza deportivo con un chasis del Standard Eight modificado y un motor Vanguard. La falta de espacio para el equipaje del 20TS y el rendimiento y la conducción insatisfactorios hicieron que la producción se retrasara hasta el año siguiente, cuando se desarrollaron el chasis y el tren motriz, y se rediseñó la carrocería para incorporar un maletero generoso. El vehículo fue denominado Triumph en lugar de Standard y el Triumph TR2 se convirtió en un automóvil de gran éxito. Ken Richardson alcanzar una velocidad de 124 mph (200 km/h) en la autopista de Jabbeke, en Bélgica, con una unidad ligeramente modificada. Como resultado de la publicidad recibida, pequeños fabricantes como Morgan, Peerless, Swallow y Doretti, compraron motores y otros componentes a la Standard Motor Company.

#### Furgoneta Standard Atlas

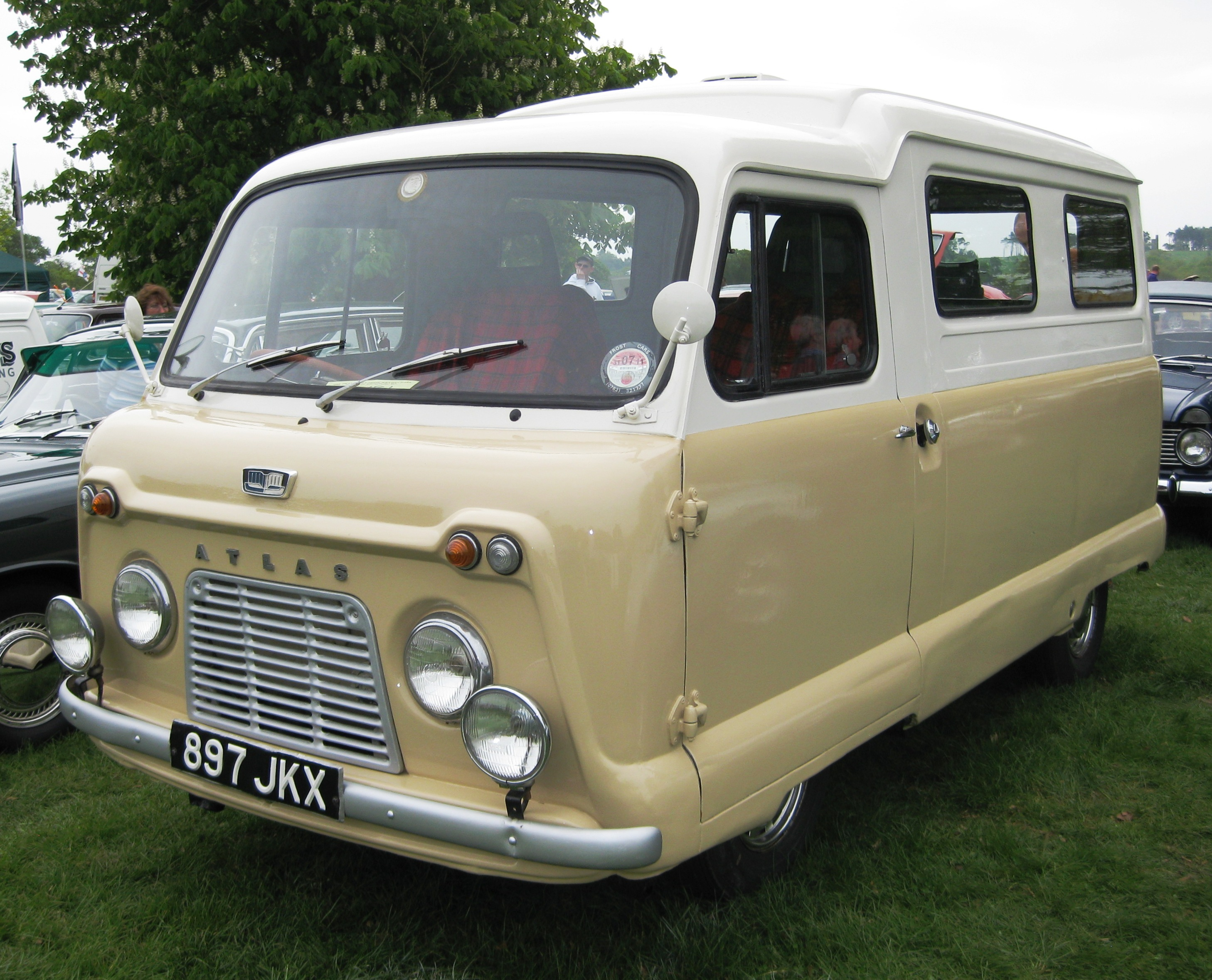
Atlas de 1959. En un segmento dominado en el mercado del Reino Unido por la Bedford CA, varios fabricantes de automóviles británicos lanzaron vehículos con poca potencia y puesto de conducción adelantado. El Atlas era la opción de Standard-Triumph

En 1958 se vendieron por primera vez la furgoneta y la camioneta Standard Atlas, un diseño con la cabina sobre el motor. Inicialmente usó el motor de 948 cc del Standard Ten, lo que hizo que el vehículo resultante quedara terriblemente mal equipado, incluso con su relación de transmisión final de 6.66:1. En 1961, se introdujo el Atlas Major y se vendió junto con el Atlas original de 948 cc. Esta variante era impulsada por el motor Standard de 1670 cc, al igual que se usaba con diferentes cilindradas en los coches Vanguard y en el tractor Ferguson. El mismo motor también se usó en los deportivos Triumph TR2, TR3 y TR4. Para utilizar este motor más grande, fue necesario un rediseño sustancial del interior y del chasis en la zona de la cabina. Los vehículos eran de buena calidad, pero no tenían un precio competitivo, lo que dio como resultado relativamente pocas ventas. En 1963, el Atlas Major se convirtió en el Standard 15, una nueva variante de mayor distancia entre ejes, que con un motor de 2138 cc se convirtió en el Standard 20. Más tarde, ese mismo año, Leyland dejó de usar el nombre de Standard, y estos modelos fueron rebautizados apresuradamente como Leyland 15 y 20. En 1968, cuando terminó la producción en el Reino Unido, todas las variantes fueron impulsadas por el motor 2138 cc y se identificaron como Leyland 20.
Estos vehículos se clasificaron como Triumph para exportarse a Canadá y posiblemente a otros mercados en el extranjero. Después de que cesara la producción en el Reino Unido, el utillaje para fabricar la furgoneta se exportó a la India, donde el vehículo resultante continuó en producción hasta la década de 1980.

#### Triumph Herald
A finales de la década de 1950, los pequeños Standard estaban perdiendo en el mercado del Reino Unido ante diseños de competidores más modernos, y se pensó que el nombre de Triumph era más comercial. En consecuencia, el reemplazo de 1959 para los Eight, Ten y Pennant se denominó Triumph Herald, aunque sus principales componentes mecánicos procedían de los pequeños Standard. A pesar del chasis separado y de la suspensión trasera independiente, el diferencial, los cubos, los frenos, el motor y la caja de cambios eran comunes a los últimos Pennant. Para construir el Herald, la compañía invirtió 2,5 millones de libras en una nueva extensión de la nave de ensamblaje en la misma planta de Canley que Standard había adquirido en 1916. Los constructores del edificio de tres pisos excavaron 250.000 toneladas de tierra y roca. Dentro de la nave industrial se instalaron tres líneas de montaje, equipándola para ser una de las plantas de ensamblaje de automóviles más modernas del mundo. Esta resultó ser la última inversión de la compañía a gran escala en Canley: las decisiones de inversión después de la fusión con Rover favorecerían a la planta más nueva de Solihull.

#### Plantas de ultramar
Se abrieron plantas de fabricación en el extranjero, localizadas en Australia, Francia, India y Sudáfrica. También se abrieron plantas de ensamblaje en Canadá, Irlanda y Nueva Zelanda.

### Sir John Black
Durante el año que terminó el 31 de agosto de 1954, Standard fabricó y vendió 73.000 automóviles y 61.500 tractores, y mucho más de la mitad de ellos fueron exportados. Desde el final de la guerra, Standard había fabricado y vendido unos 418.000 coches y unos 410.000 tractores, exportándose más de la mitad. Nombrado para dirigir el negocio en crisis de Standard en 1929, director y gerente general desde 1930 y nombrado director general en 1934, el enérgico Sir John Black renunció como presidente y director general de la compañía ese mismo año, tras sufrir un grave accidente automovilístico. Se le recomendó (después de consultar con su esposa y amigos cercanos) que renunciara a sus cargos de presidente y director general y a su membresía en la junta directiva. Su asistente personal de muchos años, Alick Dick (1916-1986), ocupó su puesto como director general. El mariscal del aire Lord Tedder fue nombrado presidente, y mantendría esa posición hasta que la Leyland Motor Corporation se hiciera con el control de la compañía a finales de 1960. Alick Dick renunció en agosto de 1961, cuando Leyland reorganizó la junta en vista de las pérdidas sustanciales que acumulaba Standard.
La compañía comenzó a buscar socios para continuar su expansión, y se iniciaron negociaciones con Chrysler, Massey-Harris-Ferguson, el Grupo Rootes, Rover y Renault, pero no llegaron a concretarse.

#### Motor Vanguard
El motor Vanguard, cuya capacidad se amplió ligeramente con posterioridad, impulsó dos berlinas, un tractor y tres deportivos.

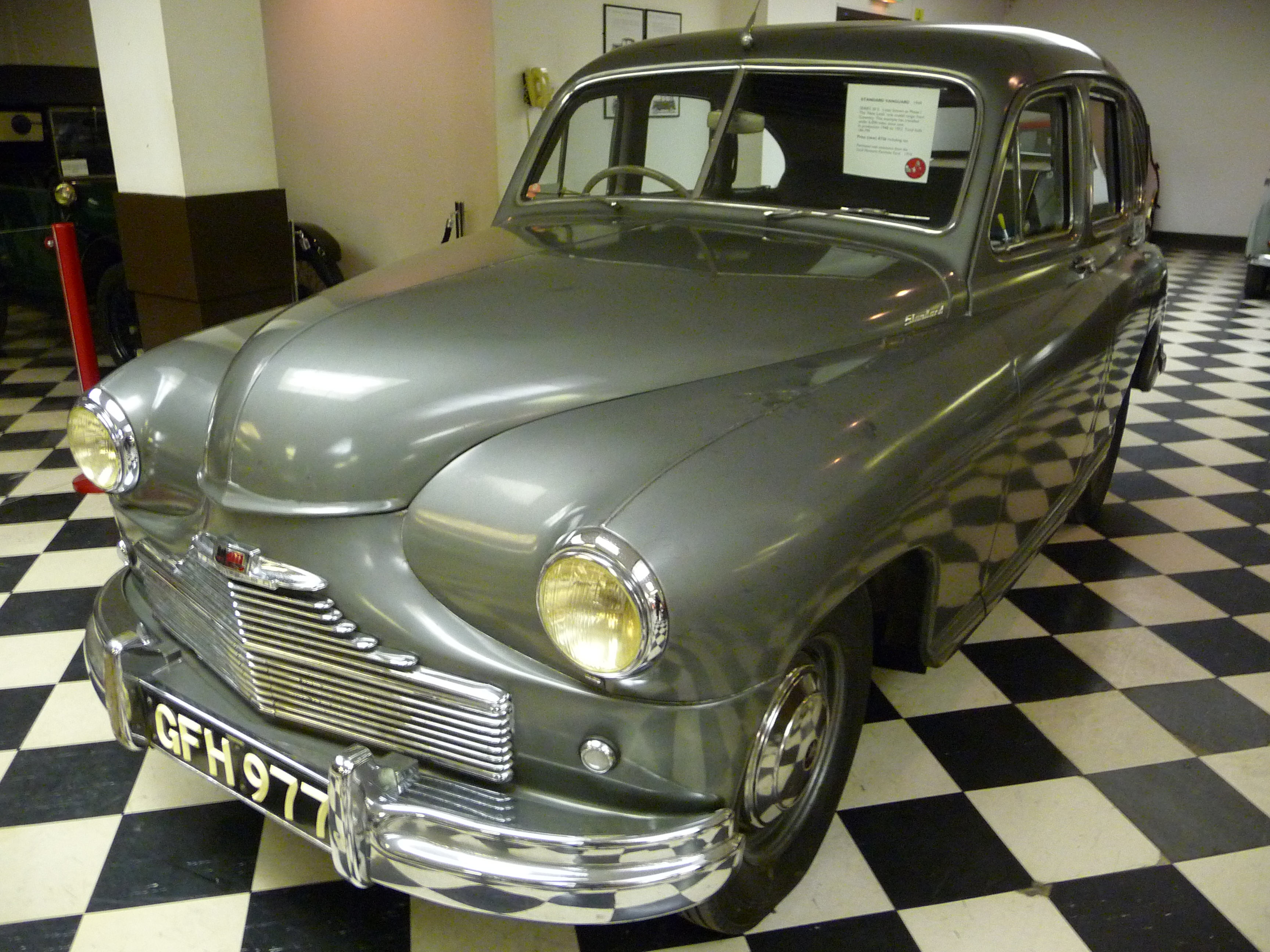
Vanguard (1949)
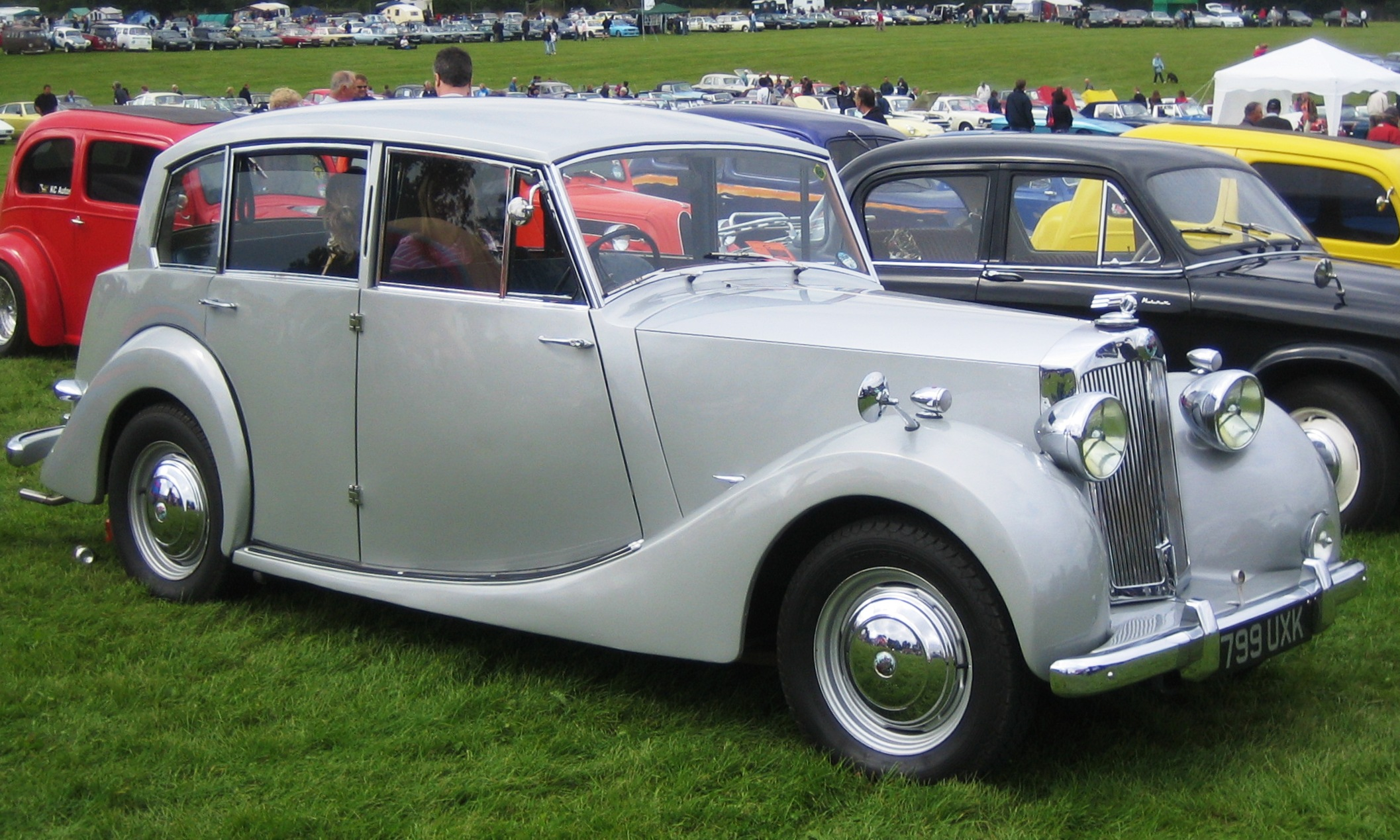
Triumph Renown (1954)
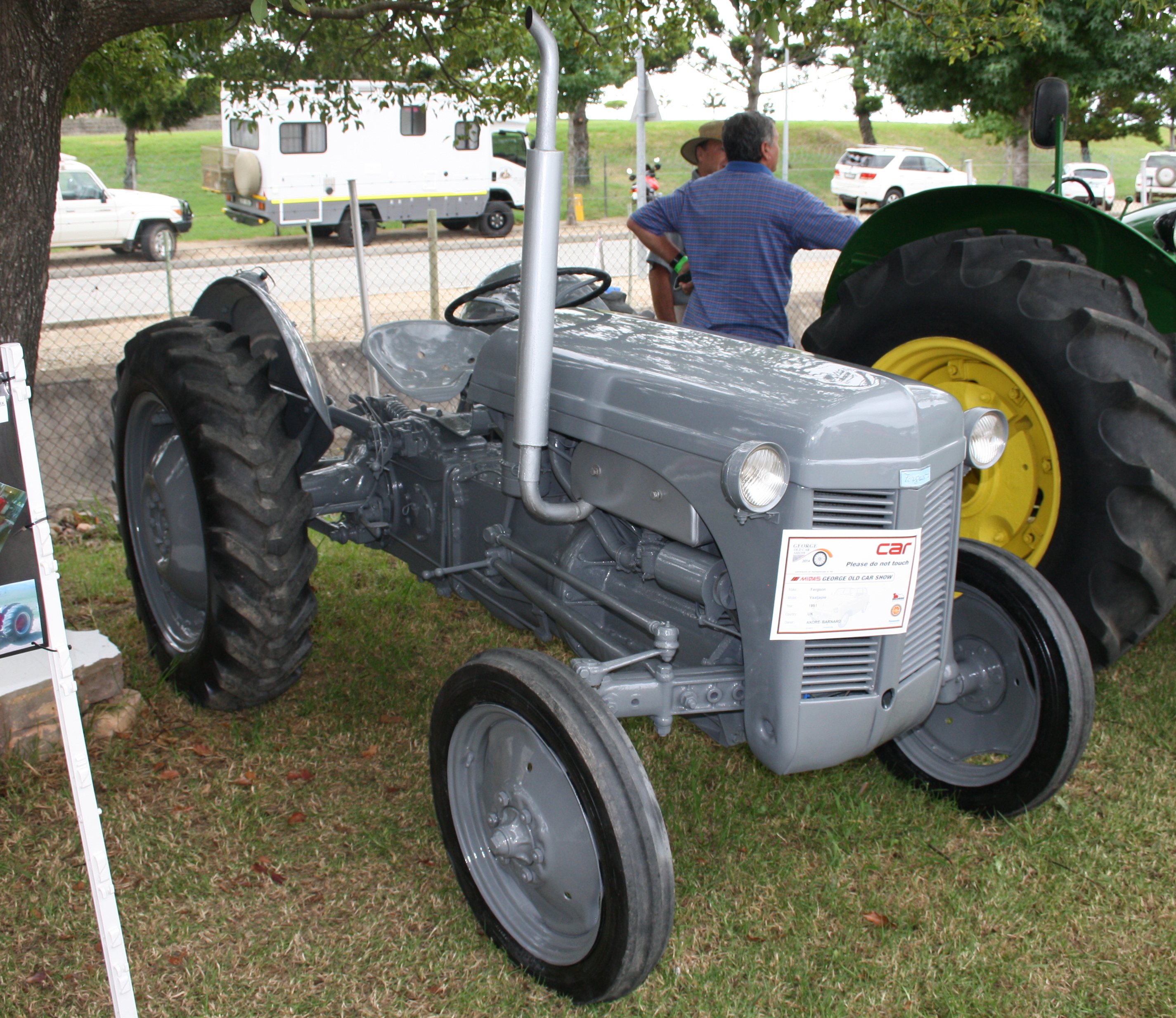
Ferguson (1951)
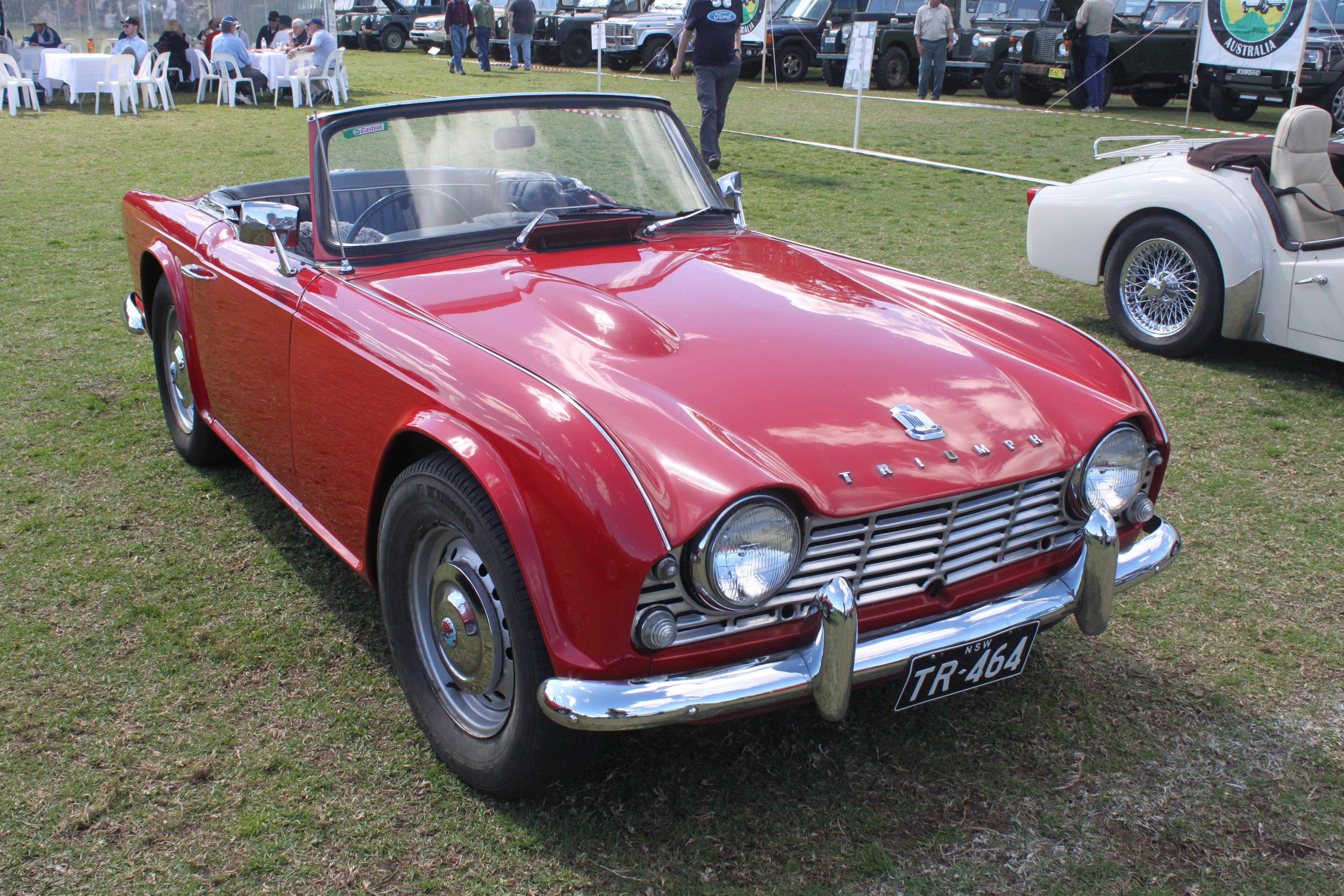
Triumph TR4 (1964)
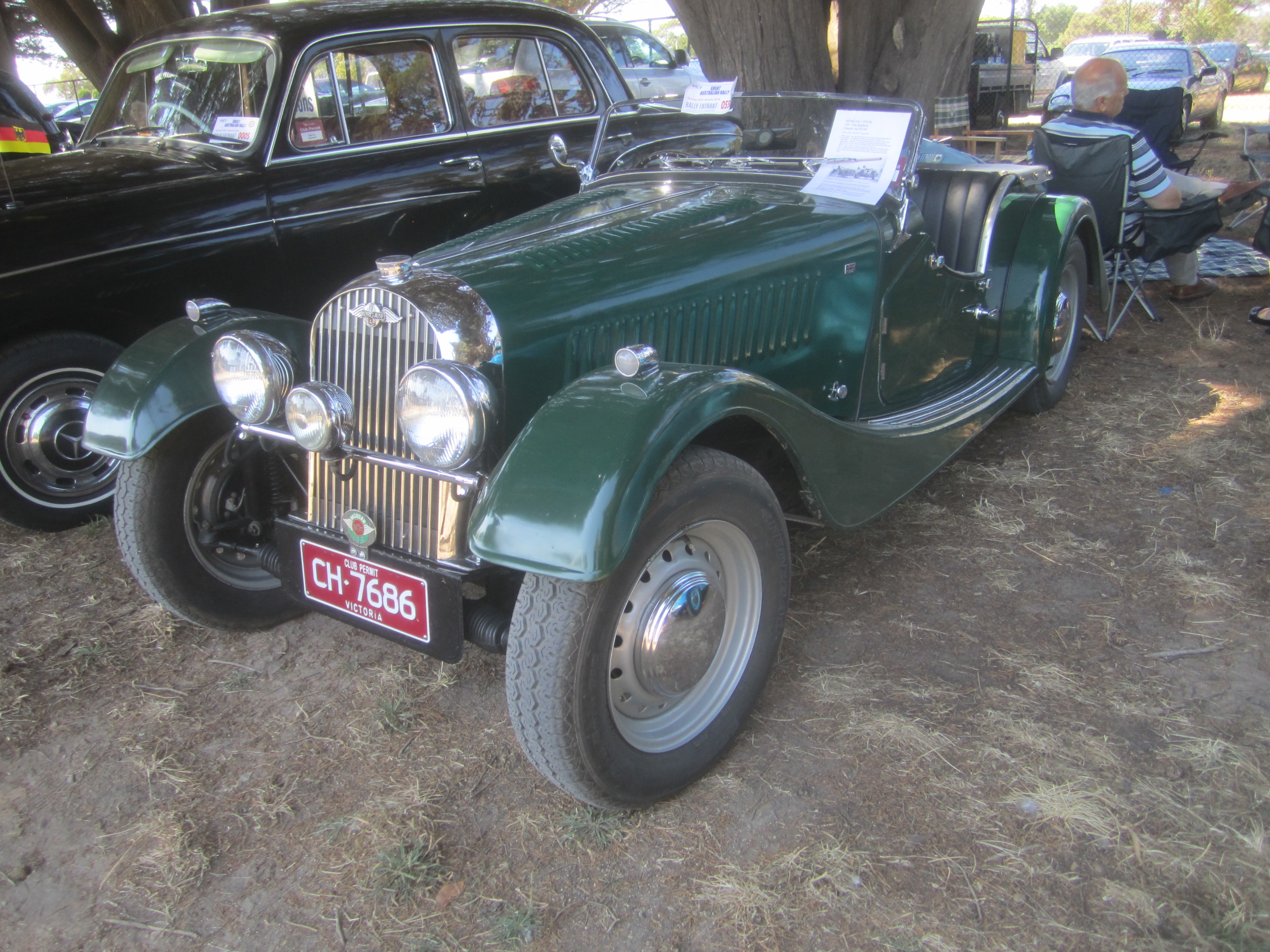
Morgan Plus 4 (1951)
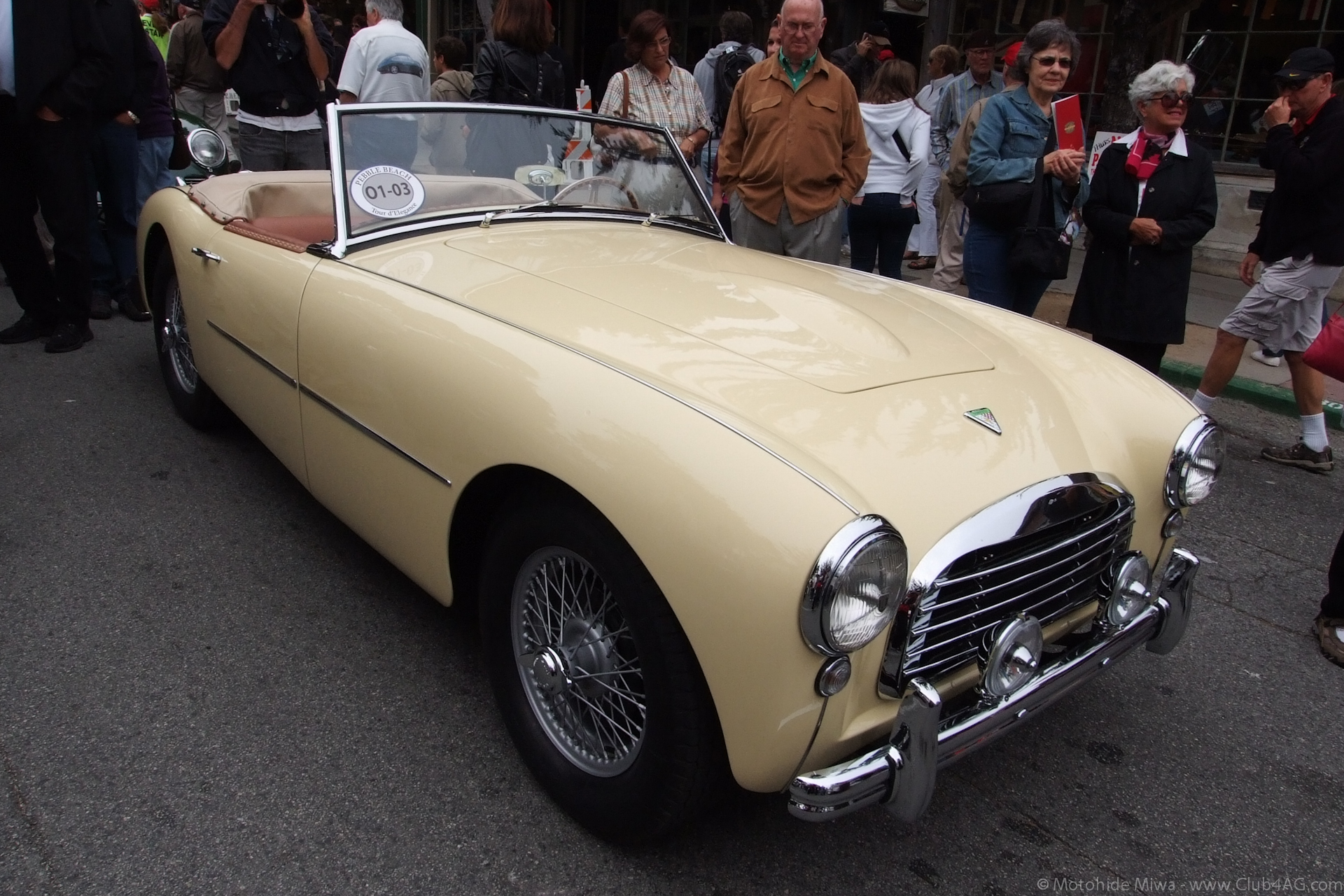
Swallow Doretti

#### Leyland Motors
La compañía Standard-Triumph fue finalmente comprada en 1960 por Leyland Motor Corporation, que pagó 20 millones de libras, y el último Standard, Ensign Deluxe, se produjo en el Reino Unido en mayo de 1963, cuando los modelos Vanguard fueron reemplazados por el modelo Triumph 2000/2.5PI/2500. El Triumph continuó produciéndose cuando Leyland se convirtió en British Leyland (más tarde, BL) en 1968. La marca Standard finalizó oficialmente el 17 de agosto de 1970, cuando se anunció repentinamente que en adelante la Compañía se conocería como Triumph Motor Company. El nombre de Standard no se ha utilizado en Europa desde entonces, y fue la Triumph (o la Rover Triumph) filial de British Leyland, la que utilizó las antiguas instalaciones de ingeniería y producción de Standard en Canley (Coventry) hasta que la planta se cerró en 1980.

#### BMW
BMW adquirió las marcas Standard y Triumph tras la compra del sucesor de BL, Rover Group, en 1994. Cuando se vendió la mayor parte de Rover en 2000, BMW mantuvo la marca Standard junto con Triumph, Mini y Riley. La administración de la British Motor Heritage obtuvo los derechos de la marca Standard tras la compra de esta compañía por parte de BMW en 2001 (consúltese el sitio web del BMH que se encuentra más adelante).
Se habló de un posible resurgimiento del nombre Standard por parte de MG Rover para su importación del Tata Indica/Indigo (véase el sitio web del Canal 4 que se encuentra a continuación). Sin embargo, por motivos relacionados con la propiedad de la marca por parte de BMW, el automóvil se lanzó finalmente como Rover CityRover.

## Standard India
El nombre de Standard desapareció de Gran Bretaña durante la década de 1960, pero continuó durante dos décadas más en la India, donde Standard Motor Products of India Ltd fabricó el Triumph Herald con el nombre de "Standard Herald" y con el motor básico de 948 cc. Durante la década de 1960, con cada vez más contenido local y los cambios de diseño acumulados con el paso del tiempo, a finales de los años sesenta se produjeron modelos de cuatro y cinco puertas particularizados exclusivamente para el mercado indio.
Después de 1970, Standard Motor Products se separó de British Leyland, e introdujo en 1972 una berlina de cuatro puertas basada en el Herald con la carrocería remodelada, conocido como Standard Gazel, utilizando el mismo motor de 948 cc pero con un eje trasero vivo, similar al eje basculante del Herald, que no gozó del aprecio de los compradores ni de los mecánicos indios. El primer automóvil presuntamente concebido y fabricado por completo en la India, el Gazel, se construyó en pequeñas cantidades, y se sugirió que lo hizo para mantener su licencia de fabricante hasta 1977.
La compañía se concentró únicamente en la producción de vehículos comerciales basados en el modelo Leyland 20, con el distintivo "Standard 20". La producción de automóviles Standard cesó hasta que se introdujo el Standard 2000, un Rover SD1 rediseñado en 1985. El automóvil era más alto y tenía un motor Vanguard de 1991 cc ligeramente modificado, ya que la empresa no pudo obtener la licencia para utilizar el motor original de Rover en este coche. Al ser caro y obsoleto, no tuvo éxito, aparte de que tuvo que competir en la India con los automóviles japoneses, dotados de tecnologías más modernas y eficientes para reducir el consumo de combustible. La producción cesó en 1988, y la fábrica de Bombay también cerró sus operaciones a la vez, casi al mismo tiempo que las últimas unidades del SD1 salieran de los concesionarios británicos (la producción había terminado en 1986, pero las existencias duraron alrededor de dos años más). Después de unos tímidos intentos durante los años siguientes para reactivar la compañía, los locales se subastaron en 2006 y la compañía británica Rimmer Bros. compró todas las existencias no utilizadas de piezas del SD1, marcando el final de la marca Standard.

## Modelos fabricados en el Reino Unido

### Antes de la Primera Guerra Mundial
| Año     | Modelo         | Potencia Fiscal | Cilindrada | Diámetro & carrera                              | Válvulas  | Cilindros | Batalla                                               |
| ------- | -------------- | --------------- | ---------- | ----------------------------------------------- | --------- | --------- | ----------------------------------------------------- |
| 1903    | Motor Victoria | 6 HP            | 1006 cc    | 5 plg (127 milímetros) x 3 plg (76 milímetros)  | laterales | 1         | 78 plg (1981 milímetros)                              |
| 1904–05 | Motor Victoria | 12/15 HP        | 1926 cc    | 5 plg (127 milímetros) x 3 plg (76 milímetros)  | laterales | 2         |                                                       |
| 1905    |                | 16 HP           | 3142 cc    | 100 mm (3,9 pulgadas) x 100 mm (3,9 pulgadas)   | laterales | 4         | 108 plg (2743 milímetros)                             |
| 1905–08 |                | 18/20           | 4714 cc    | 100 mm (3,9 pulgadas) x 100 mm (3,9 pulgadas)   | laterales | 6         | 120 plg (3048 milímetros)                             |
| 1906    | Model 8        | 16/20           | 3531 cc    | 102 mm (4 pulgadas) x 108 mm (4,3 pulgadas)     | laterales | 4         | 108 plg (2743 milímetros) / 120 plg (3048 milímetros) |
| 1906    | Model 9        | 24/30           | 5232 cc    | 4 plg (102 milímetros) x 4 plg (102 milímetros) | laterales | 6         | 120 plg (3048 milímetros) / 132 plg (3353 milímetros) |
| 1906    | Model 10       | 10 HP           | 631 cc     | 70 mm (2,8 pulgadas) x 82 mm (3,2 pulgadas)     | laterales | 2         | 78 plg (1981 milímetros)                              |
| 1906–12 | Model 11       | 50 HP           | 11734 cc   | 140 mm (5,5 pulgadas) x 127 mm (5 pulgadas)     | laterales | 6         | 132 plg (3353 milímetros)                             |
| 1906–12 | Model 12       | 50 HP           | 11734 cc   | 140 mm (5,5 pulgadas) x 127 mm (5 pulgadas)     | laterales | 6         | 144 plg (3658 milímetros)                             |
| 1907    |                | 15 HP           | 1893 cc    | 70 mm (2,8 pulgadas) x 82 mm (3,2 pulgadas)     | laterales | 6         | 87 plg (2210 milímetros)                              |
| 1907–08 | Model B        | 30 HP           | 5297 cc    | 102 mm (4 pulgadas) x 108 mm (4,3 pulgadas)     | laterales | 6         | 120 plg (3048 milímetros)                             |
| 1908–11 | Model C        | 40 HP           | 6167 cc    | 102 mm (4 pulgadas) x 107 mm (4,2 pulgadas)     | laterales | 6         | 120 plg (3048 milímetros)                             |
| 1908–11 | Model D        | 30 HP           | 4032 cc    | 89 mm (3,5 pulgadas) x 108 mm (4,3 pulgadas)    | laterales | 6         | 120 plg (3048 milímetros)                             |
| 1909–11 | Model E        | 16 HP           | 2688 cc    | 89 mm (3,5 pulgadas) x 108 mm (4,3 pulgadas)    | laterales | 4         | 110 plg (2794 milímetros) / 120 plg (3048 milímetros) |
| 1912    | Model G        | 25 HP           | 4032 cc    | 89 mm (3,5 pulgadas) x 108 mm (4,3 pulgadas)    | laterales | 6         | 116 plg (2946 milímetros)                             |
| 1910–11 | Model J        | 12 HP           | 1656 cc    | 68 mm (2,7 pulgadas) x 114 mm (4,5 pulgadas)    | laterales | 4         | 96 plg (2438 milímetros)                              |
| 1911–12 | Model K        | 15 HP           | 2368 cc    | 80 mm (3,1 pulgadas) x 120 mm (4,7 pulgadas)    | laterales | 4         | 120 plg (3048 milímetros)                             |
| 1911–13 | Model L        | 20 HP           | 3620 cc    | 80 mm (3,1 pulgadas) x 120 mm (4,7 pulgadas)    | laterales | 6         | 126 plg (3200 milímetros)                             |
| 1913–14 | Model O        | 20 HP           | 3336 cc    | 89 mm (3,5 pulgadas) x 133 mm (5,2 pulgadas)    | laterales | 4         | 121 plg (3073 milímetros) / 128 plg (3251 milímetros) |
| 1913–18 | Model S        | 9.5 HP          | 1087 cc    | 62 mm (2,4 pulgadas) x 90 mm (3,5 pulgadas)     | laterales | 4         | 90 plg (2286 milímetros)                              |

(Fuentes: Standard Motor Club y Graham Robson Standard Motor Company Book, Veloce, ISBN 978-1-845843-43-4)

### 1919–1939
| Año     | Modelo              | Motor                                            |
| ------- | ------------------- | ------------------------------------------------ |
| 1919–21 | 9.5 HP Model SLS    | 1328 cc válvulas-laterales 4-cilindros           |
| 1921–23 | 8 HP                | 1087 cc válvulas-laterales 4-cilindros           |
| 1921–23 | 11.6 HP SLO         | 1598 cc OHV 4-cilindros                          |
| 1922–26 | 13.9 HP SLO-4       | 1944 cc OHV 4-cilindros                          |
| 1923–27 | 11.4 HP V3          | 1307 cc OHV 4-cilindros                          |
| 1926–28 | 13.9 HP V4          | 1944 cc OHV 4-cilindros                          |
| 1927–28 | 18/36 HP            | 2230 cc OHV 6-cilindros                          |
| 1927–30 | 9 HP                | 1153 o 1287 cc válvulas-laterales 4-cilindros    |
| 1929–33 | 15 HP               | 1930 o 2054 cc válvulas-laterales 6-cilindros    |
| 1930–33 | 9.9 HP Big Nine     | 1287 cc válvulas-laterales 4-cilindros           |
| 1931–35 | 20 HP Envoy         | 2552 cc válvulas-laterales 6-cilindros           |
| 1932–33 | Little Nine         | 1006 cc válvulas-laterales 4-cilindros           |
| 1932–33 | Little Twelve       | 1337 cc válvulas-laterales 6-cilindros           |
| 1932–33 | Big Twelve          | 1497 cc válvulas-laterales 6-cilindros           |
| 1934    | 12/6                | 1497 cc válvulas-laterales 6-cilindros           |
| 1934–35 | 10/12 Speed Model   | 1608 cc válvulas-laterales 4-cilindros           |
| 1934–36 | Nine                | 1052 cc válvulas-laterales 4-cilindros           |
| 1934–36 | Ten                 | 1343 cc válvulas-laterales 4-cilindros           |
| 1934–36 | Twelve              | 1608 cc válvulas-laterales 4-cilindros           |
| 1934–36 | Sixteen             | 2143 cc válvulas-laterales 6-cilindros           |
| 1935–36 | Twenty              | 2664 cc válvulas-laterales 6-cilindros           |
| 1937–38 | Flying Ten          | 1267 cc válvulas-laterales 4-cilindros           |
| 1937–40 | Flying Twelve       | 1608 cc válvulas-laterales 4-cilindros           |
| 1937–40 | Flying Nine         | 1131 cc válvulas-laterales 4-cilindros           |
| 1937–40 | Flying Light Twelve | 1343 cc válvulas-laterales 4-cilindros           |
| 1937–40 | Flying Fourteen     | 1608 cc o 1776 cc válvulas-laterales 4-cilindros |
| 1936–40 | Flying Sixteen      | 2143 cc válvulas-laterales 6-cilindros           |
| 1936–40 | Flying Twenty       | 2663 cc válvulas-laterales 6-cilindros           |
| 1936–38 | Flying V8           | 2686 cc válvulas-laterales V-8-cilindros         |
| 1938–40 | Flying Eight        | 1021 cc válvulas-laterales 4-cilindros           |

### 1945–1963
| Año     | Modelo             | Motor                                                  | Producción   |
| ------- | ------------------ | ------------------------------------------------------ | ------------ |
| 1945–48 | Eight              | 1021 cc válvulas-laterales 4-cilindros                 | 53.099       |
| 1945–48 | Twelve             | 1608 cc válvulas-laterales 4-cilindros                 | 9.959        |
| 1945–48 | Fourteen           | 1776 cc válvulas-laterales 4-cilindros                 | 22.229       |
| 1947–53 | Vanguard Phase I   | 2088 cc OHV 4-cilindros                                | 184.799      |
| 1953–55 | Vanguard Phase II  | 2088 cc OHV 4-cilindros 2092 cc OHV 4-cilindros diésel | 81.074 1,973 |
| 1953–57 | Eight              | 803 cc OHV 4-cilindros                                 | 136.317      |
| 1954–56 | Ten                | 948 cc OHV 4-cilindros                                 | 172.500      |
| 1955–58 | Vanguard Phase III | 2088 cc OHV 4-cilindros                                | 37.194       |
| 1956–57 | Vanguard Sportsman | 2088 cc OHV 4-cilindros                                | 901          |
| 1957–61 | Ensign             | 1670 cc OHV 4-cilindros 2092 cc OHV 4-cilindros diésel | 18.852       |
| 1957–59 | Pennant            | 948 cc OHV 4-cilindros                                 | 42.910       |
| 1958–61 | Vanguard Vignale   | 2088 cc OHV 4-cilindros                                | 26.276       |
| 1960–63 | Vanguard Six       | 1998 cc OHV 6-cilindros                                | 9.953        |
| 1962–63 | Ensign II          | 2138 cc OHV 4-cilindros                                | 2.318        |

### Militares y comerciales
| Año                               | Modelo              | Motor                                  |
| --------------------------------- | ------------------- | -------------------------------------- |
| 1940–43                           | Beaverette          | 1776 cc válvulas-laterales 4-cilindros |
| 1940–43 tipo CD 1943-1945 tipo UV | 12 HP Light Utility | 1608 cc válvulas-laterales 4-cilindros |
| 1943                              | Jeep                | 1608 cc válvulas-laterales 4-cilindros |
| 1947–58                           | 12 cwt              | 2088 cc OHV 4-cilindros                |
| 1954–62                           | 6 cwt               | 948 cc OHV 4-cilindros                 |
| 1958–62                           | 10 HP Atlas         | 948 cc OHV 4-cilindros                 |
| 1962–63                           | Atlas Major         | 1670 cc OHV 4-cilindros                |
| 1962–65                           | 7 cwt               | 1147 cc OHV 4-cilindros                |